# Пётр Мартир Вермильи
Пётр Мартир Вермильи (итал. Pietro Martire Vermigli; 8 сентября 1499, Флоренция — 12 ноября 1562, Цюрих) — реформатский богослов итальянского происхождения. В раннем возрасте Пётр Вермильи вступил в конгрегацию августинцев и при поддержке своего ордена получил философское и богословское образование в Падуанском университете. Проявив себя как проповедник, он сделал хорошую карьеру, возглавляя различные монастыри Италии. Познакомившись во второй половине 1530-х годов со взглядами евангелистов, стал сторонником движения за обновление католицизма. Попав под подозрение инквизиции, в 1542 году был вынужден бежать из страны. После непродолжительного пребывания в Цюрихе, Вермильи перебрался в Страсбург, где преподавал иврит и Ветхий Завет. В 1547 году принял предложение архиепископа Кентерберийского Томаса Кранмера принять участие в проведении религиозных реформ. В качестве профессора богословия в Оксфорде Мартир принимал участие в нескольких важных диспутах с католиками. Завоевав репутацию крупного богослова, Мартир был привлечён к проекту подготовки нового издания Книги общих молитв. С восшествием на престол королевы Марии I и началом в Англии католической реакции был вынужден вернуться в Швейцарию. В Страсбурге Мартир в течение трёх лет преподавал Книгу Судей и «Никомахову этику» Аристотеля на основе собственного перевода. Из-за усиливавшихся разногласий с лютеранским большинством в 1556 году принял предложение занять пост профессора цюрихской Schola Tigurina. До своей смерти в 1562 году Мартир занимался преподавательской деятельностью в Цюрихе, участвуя одновременно с этим во множестве религиозных споров своего времени.
Вермильи был плодовитым автором, оставившим множество проповедей, лекций и комментариев к библейским книгам. Экзегетические работы, в которых он опирался на патристическую, средневековую и раввинистическую традиции, принесли Вермильи славу крупнейшего эрудита раннего протестантизма. Наиболее влиятельным его произведением стали посмертно опубликованные «Общие места» (1576), включившие в себя тематически подобранные отрывки из разных произведений. «Общие места» выдержали множество изданий до середины XVII века. В протестантской традиции Вермильи относится к богословам второго ряда вместе с Генрихом Буллингером и Теодором Безой. В современной историографии Вермильи относят к основоположникам реформатской схоластики.

## Биография

### В Италии

#### Становление (1499—1526)

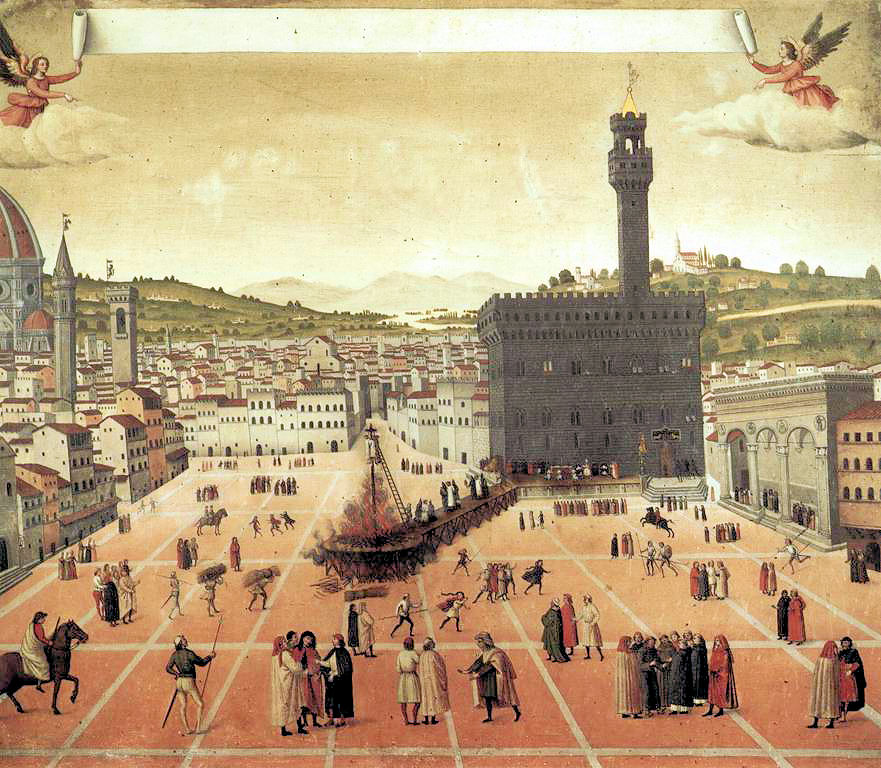
Сожжение Джироламо Савонаролы во Флоренции в 1498 году. Картина 1650 года.

По образному выражению французского реформатора Теодора Беза, Вермильи был «фениксом, рождённым из пепла Савонаролы» — он родился во Флоренции вскоре после казни знаменитого проповедника. 8 сентября 1499 года будущий богослов был крещён под именем Пьеро Мариано (Piero Mariano). О флорентийском периоде жизни Вермильи известно не много. Основным источником сведений о раннем этапе его жизни является поминальная речь, составленная в его честь Иосией Зимлером. Важнейшим обстоятельством детства Вермильи, которое много лет спустя отмечал он сам, была тяга к изучению Библии и монашескому образу жизни. Несмотря на возражения отца, зажиточного сапожника, в 1514 году он поступил послушником в находившийся в соседнем городе монастырь Бадия Физолана. Монастырь, принадлежавший конгрегации латеранских каноников святого Августина, был знаменит своей обширной библиотекой и тем, что одно время его настоятелем был поэт и философ Пико делла Мирандола. Через четыре года, завершив послушничество, Вермильи принял имя Пьетро Мартире (Pietro Martire, Пётр Мученик), латинизированное позднее как Пётр Мартир (Petrus Martyr), в честь инквизитора XIII века Петра Веронского.
В первый период жизни Вермильи были заложены основы его образованности, высоко оценивавшейся как современниками богослова, так и позднее. Благодаря Зимлеру известно, что начаткам латыни Петра в раннем возрасте обучила его мать, вместе с которой он читал классических авторов. Позднее он учился у секретаря Флорентийской республики Марчелло Адриани. Уже в юности Вермильи был знаком с трудами Григория из Римини и хорошо разбирался в римском праве.
По решению конгрегации осенью 1518 года подающий надежды молодой монах был направлен в падуанский монастырь Святого Иоанна Вердарского для изучения трудов Аристотеля. Монастырь предлагал юным философам обширную образовательную программу, разработанную совместно с городским университетом, в тот период лучшим в Италии, если не в мире. В XIV—XV веках университет приобрёл славу благодаря философам Пьетро д’Абано и Паоло Венето. Когда Вермильи прибыл в Падую, университет только начал оправляться от кризиса, вызванного войной Камбрейской лиги 1509—1510 годов. С 1517 года ректоры, стремясь оживить академическую жизнь, приглашали в университет знаменитых профессоров. Среди них был знаток трудов Аверроэса Маркантонио Пассери, которого Зимлер называет наставником Вермильи в философии. В Падуе Пётр приобщился к основным интерпретациям средневекового аристотелизма: александрийской, представленной Пьетро Помпонацци, томиской и аверроиской, в рамках которой вели споры о бессмертии души Пассери, Хуан Монтеcдока, Маркантонио Зимара и Джамбатиста Конфалоньери. Осознав несовершенство латинских переводов Аристотеля, Вермильи самостоятельно изучил древнегреческий язык. В конечном счёте его аристотелизм оказался довольно далёк от теоретических построений падуанских философов — американский историк Джон Патрик Доннелли называет его «популярным». Именно в падуанской адаптации аристотелизм усвоили лютеранские и реформатские схоласты.

#### Годы странствий (1526—1542)
В 1525 году Вермильи был рукоположен и примерно тогда же получил степень доктора богословия. В следующем году глава конгрегации назначил его публичным проповедником, и вскоре Вермильи выступил с проповедью в Брешии. Следующие три года Пётр проповедовал в северной и центральной частях Италии. Зимлер отмечает, что в отличие от проповедников других орденов, чья деятельность в этой сфере носила сезонный характер (обычно на Адвент и Великий пост), у августинцев проповедь осуществлялась круглогодично. В Верчелли Вермильи дополнительно выступил с лекциями о Гомере, что должно было избавить его студентов от ложной дихотомии между схоластикой и гуманизмом. В 1530 году Вермильи на три года стал викарием церкви святого Иоанна ди Монте в Болонье. В эти годы он начал изучать иврит, что, хотя и не было абсолютно неслыханным для священника, но случалось в те годы не часто. Кафедра иврита в Болонском университете в те годы была вакантна, и Вермильи обратился за помощью к местному врачу Исааку. Из комментариев Зимлера можно заключить, что как учитель Исаак оставлял желать лучшего, но Вермильи был упорен в своём стремлении и в конце концов стал одним из лучших знатоков языка в период раннего протестантизма.

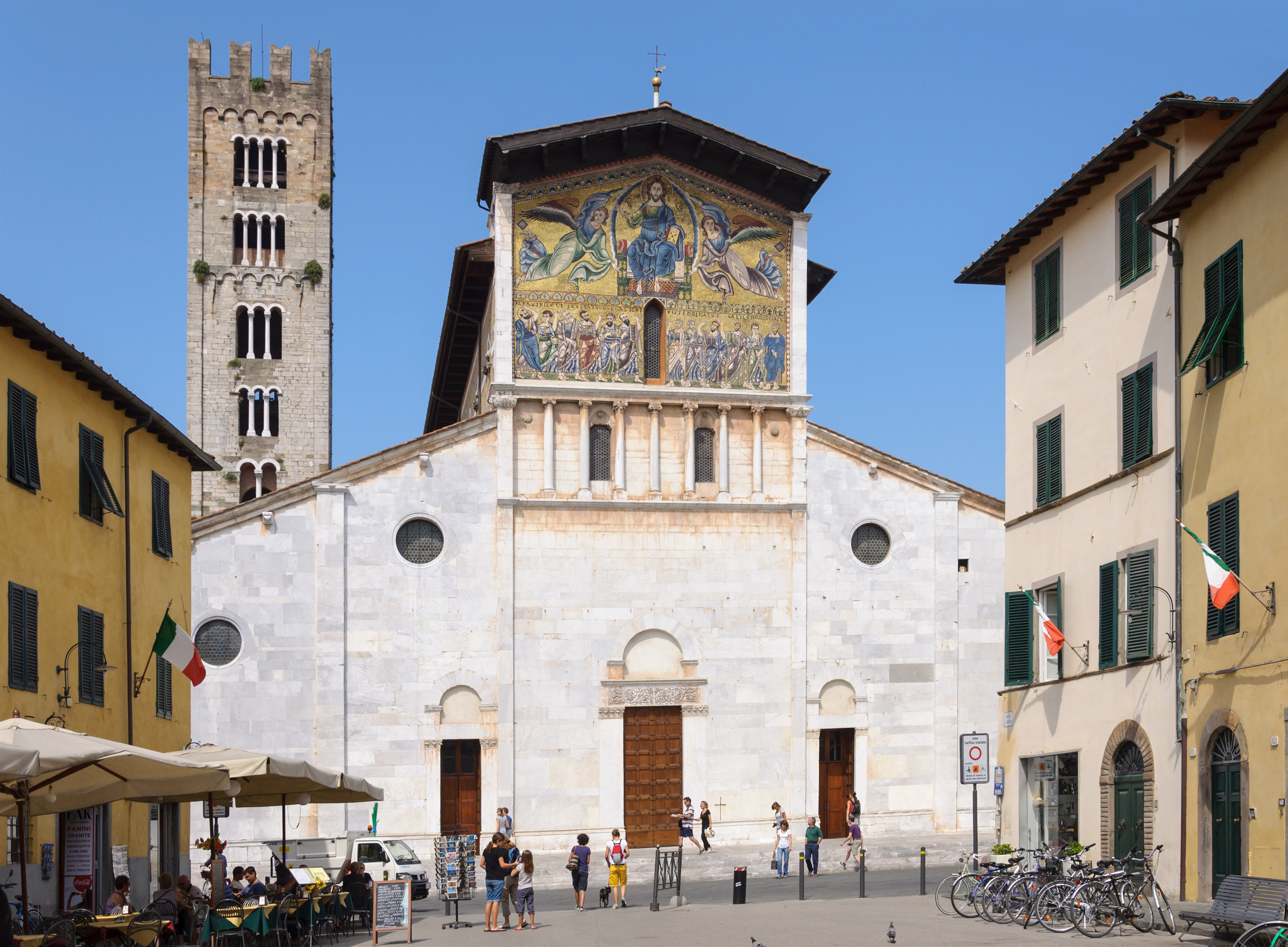
Базилика святого Фридиана, Лукка, Италия

В мае 1533 года Вермильи был назначен настоятелем двух монастырей в Сполето. Новоназначенный аббат столкнулся с низким моральным духом в доверенных ему монастырях и на этой почве вступил в конфликт с местным церковным руководством. В тот же период Пётр тесно общался с группой кардиналов, работавших над докладом о церковных злоупотреблениях, представленным в 1537 году папе Павлу III. Роль Вермильи в составлении этого документа не ясна. С 1537 года Вермильи был переведён в монастырь Сан Пьетро ад Арам в Неаполе. Благодаря новому назначению состоялось его знакомство с испанцем Хуаном де Вальдесом, предводителем движения протестантов, выступавшего за реформу католицизма. В сложившуюся вокруг Вальдеса общину входил также генерал ордена капуцинов Бернардино Окино, разделивший впоследствии с Мартиром судьбу изгнанника. Под влиянием Вальдеса Пётр начал читать труды протестантских реформаторов — Зимлер упоминает комментарии Мартина Буцера к Новому Завету и Псалмам, De vera et falsa religione (1525) и De providentia (1528) Ульриха Цвингли, а также неназванные труды Эразма. Постепенно Вермильи пришёл к принятию протестантской доктрины sola fide и отказу от традиционного понимания церковных таинств. Проповеди, которые Мартир читал в Сан Пьетро ад Арам, пользовались популярностью среди церковной и светской элиты Неаполя. Менее благожелательным слушателем был один из основателей ордена театинцев Каэтана Тиенского, скептически отнёсшийся к экзегетике нового настоятеля. Сомнения в ортодоксии Вермильи были высказаны вице-королю Неаполя герцогу Альбе, который запретил Мартиру проповедовать.  Запрет был снят благодаря помощи влиятельных друзей в Риме, в частности, кардинала Реджинальда Поула.
Инцидент в Неаполе не подорвал позиции Вермильи в конгрегации, и в 1540 году он был избран августинцами для служения в качестве апостольского визитатора с полномочиями способствовать реформе ордена по всей Италии. В 1541 году Мартир был назначен на один из важнейших постов в иерархии латеранских каноников, приора базилики Святого Фридиана в Лукке — эта должность давала епископальную юрисдикцию над половиной города. Как и ранее в Сполето, свои усилия Вермильи направил на искоренение моральной слабости монахов. С этой целью он основал колледж по образцу кембриджского колледжа Сент-Джонс и оксфордского колледжа Корпус-Кристи. Преподавание в нём велось на греческом, латыни и иврите, а среди преподавателей были гуманисты Иммануэль Тремелий, Паоло Ласици, Челио Секондо Курионе и Джироламо Занчи. В Лукке Вермильи принял в услужение Джулио да Сан Теренциано, ставшего на двадцать последующих лет его фактотумом.
Дальнейшая деятельность Вермильи так же высоко ценилась Ватиканом, и в 1542 году он был назначен в особую комиссию по преступлениям. До бегства из Лукки его имя не фигурировало в расследованиях ересей, и нельзя с уверенностью утверждать, сформировал ли Вермильи свои более поздние взгляды на евхаристию в Неаполе или в Лукке. Тем не менее, когда два его сторонника привлекли внимание Римской инквизиции, а светские власти, опасаясь возможных политических осложнений, решили усилить борьбу с протестантскими взглядами, над Мартиром возникла угроза обвинения в попустительстве еретикам. Летом он получил приказ предстать перед чрезвычайной комиссией своей конгрегации, но, будучи предупреждён друзьями о грозившей ему опасности, 12 августа бежал в Пизу. Там он впервые провёл таинство евхаристии как цвинглианское памятное торжество. Далее он проследовал во Флоренцию, где убедил Бернардино Окино покинуть вместе с ним Италию. 25 августа они вместе отправились в Цюрих через Пизу, Флоренцию, Болонью, Феррару и Верону. По мнению историка Филипа Макнейра, именно во время этого путешествия Вермильи порвал с католицизмом. Исследователи отмечают, что ко времени «пересечения Рубикона» духовная эволюция Вермильи ещё не завершилась, и его можно было назвать скорее «реформированным католиком» или «евангелическим христианином», чем протестантом. Характерными особенностями «евангелистов» XVI века называют желание очистить церковь административными средствами, отсутствие протестной активности и адогматизм. Для многих бежавших из Италии на север сложно определить, насколько протестантскими были их убеждения до бегства. В отношении Вермильи считается установленным, что как минимум в части принятия учения об оправдании он был протестантом.

### Цюрих и Страсбург (1542—1547)

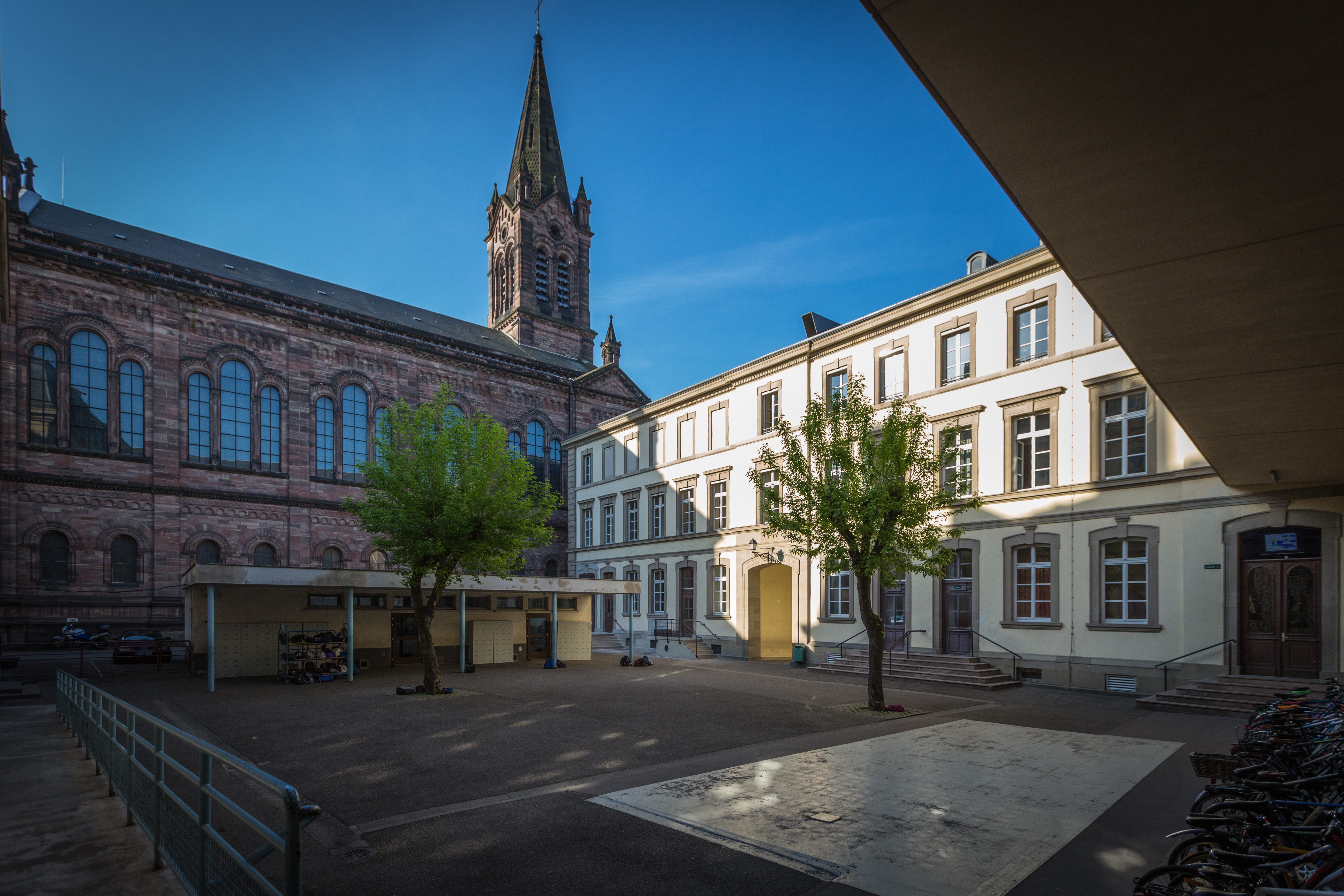
Гимназия Иоганнеса Штурма

В отличие от Окино, который предпочёл отправиться в Женеву, Вермильи решил искать убежище в Цюрихе. Из Женевы он написал своим единомышленникам в Лукку письмо, в котором разъяснил свои мотивы, главным из которых была невозможность ежедневно исполнять предрассудочные ритуалы, прежде всего мессу, и требовать того же от других. Пройдя собеседование относительно своих религиозных взглядов с протестантскими лидерами города, в число которых входили Генрих Буллингер, Конрад Пелликан и Рудольф Гвалтер, Вермильи был допущен к преподаванию протестантского богословия. К сожалению, однако, ни в цюрихской Schola Tigurina, ни в Базеле, куда Пётр отправился вскоре, вакансий не оказалось. Базельские гуманисты Бонифаций Амербах и Освальд Миконий помогли ему перебраться в Страсбург — первый ссудил деньгами, а второй дал рекомендательное письмо к Мартину Буцеру. Вермильи прибыл в Страсбург 20 октября 1542 года. Неделю или две он жил в доме Буцера, о чём последний написал в письме к Кальвину, характеризуя итальянца как сведущего в языках и Священном Писании. Итальянскому эмигранту без знания немецкого языка и средств к существованию требовалась работа, и для Буцера был очевиден оптимальный вариант. Преподавание библейских языков занимало важное место в программе евангелических реформ, однако в городе не было ни университета, ни даже хорошей латинской школы. С начала 1520-х годов Буцер и гебраист Вольфганг Капитон давали публичные лекции по Библии, ими были подготовлены латинские и немецкие издания книг Ветхого Завета. Новый импульс педагогическая активность в Страсбурге получила в 1537 году с прибытием в город Иоганнеса Штурма. В январе 1538 года Штурм, опираясь на принципы евангелического гуманизма, основал гимназию («Высшую школу»). Учебный процесс в ней делился на девять ступеней, и его целью была подготовка всесторонне образованных священников, владеющих латынью, греческим и ивритом. Среди первых преподавателей гимназии был Жан Кальвин, приглашённый Буцером из Базеля в 1539 году преподавать Новый Завет. После смерти Капитона в конце 1541 года место преподавателя Еврейской Библии оставалось вакантным, и в начале 1543 года, при содействии Буцера, его получил Вермильи.
Контракт с гимназией был заключён на один год; каков был размер оплаты по нему, неизвестно, но, видимо, это была не очень большая сумма. Вермильи был хорошо принят учениками и коллегами, и уже 1 декабря Буцер причисляет его к числу лучших преподавателей, наряду с собой и Каспаром Хедио. Благодаря усилиям Буцера Вермильи был избран каноником церкви Святого Фомы и получил оплачиваемую квартиру. Примерно тогда же он стал гражданином Страсбурга. Вермильи продолжил программу, начатую Буцером. Зимлер говорит о пяти курсах лекций, которые он прочитал до своего отбытия в Оксфорд в ноябре 1547 года: первыми были лекции по Малым пророкам, затем по Плачу Иеремии и далее по первым трём книгам Пятикнижия. Как и многие современные ему крупные богословы, Вермильи тщательно работал над стилистической отточенностью своих произведений и потому не спешил с их публикацией. Первой изданной им на чужбине книгой стал катехизис на итальянском языке («Una Semplice Dichiaratione sopra gli XII Articoli della Fede Christiana»), работа над которым была завершена в начале 1544 года. Записи по книге Бытия были изданы Зимлером в 1559 году по дефектной рукописи. Второе, улучшенное, издание подготовил Людвиг Лаватер. Лекции по Книге Судей издал в Цюрихе Кристоф Фрошауэр в 1561 году. Помимо них, от первого страсбургского периода сохранились только лекции по Плачу Иеремии, которые были обнаружены в XVII веке и изданы Иоганном Рудольфом Штуки (нем. Johann Rudolf Stucki) в 1629 году в Цюрихе.
О личной жизни Вермильи в страсбургский период известно немногое. За исключением Генриха Буллингера, контактов за пределами школы он не поддерживал, а письма в Италию следовало писать с большой осторожностью, поскольку инквизиция могла использовать любой повод для обвинения в ереси. К счастью, в школе было несколько итальянцев, с которыми Пётр мог поддерживать общение на родном языке. Позднее к ним присоединился Иммануэль Тремелий, крещёный еврей из Лукки, ставший преподавателем иврита. В 1545 году Вермильи женился на немке Катерине Даммартин, бывшей монахине из Меца.

### В Англии (1547—1553)

#### Завоевание репутации

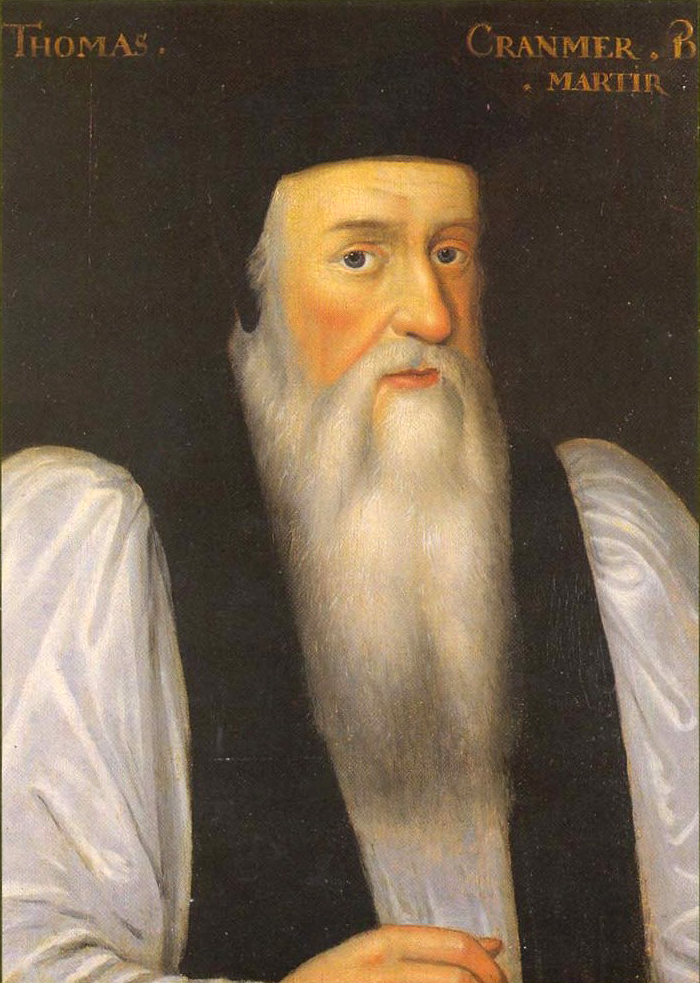
Портрет Томаса Кранмера из коллекции Ламбетского дворца, ок. 1550 года

После окончания Шмалькальденской войны в 1547 году и установления Аугсбургского интерима политическое положение протестантов на континенте ухудшилось. В то же время, с началом царствования короля Эдуарда VI (1547—1553) в Англии начались реформы Церкви Англии в протестантском духе. Архиепископ Томас Кранмер пригласил Вермильи и Окино для участия в «благочестивом синоде», который должен был уравновесить влияние Тридентского сбора; приглашение было отправлено от имени лорда-протектора Эдуарда Сеймура. Из причин, по которым Вермильи согласился принять данное предложение, историк Филип Макнейр склоняется к «святому любопытству» — тому же импульсу, подчинившись которому, итальянец в 1542 году пересёк Альпы. Вместе с фактотумом Джулио Сантеренциано (Giulio Santerenziano), действовавшим по поручению английского правительства купцом из Страсбурга Джоном Абеллом и присоединившимся в Базеле Окино Мартир отправился в путь 4 ноября. Путешественники хорошо подготовились, потратив внушительную сумму в 126 фунтов, 7 шиллингов и 6 пенсов на одежду и книги — для себя Мартир выбрал базельское издание «Панариона» 1545 года, труд позднеантичного ересиографа Епифания Кипрского. Прибыв в Лондон 20 декабря 1547 года, Вермильи первую ночь провёл в гостинице, после чего на несколько месяцев поселился у Кранмера в Ламбетском дворце. Оказанное Окино и Вермильи архиепископом гостеприимство стало широко известно и вызывало приток в страну новых беженцев из Италии. Их деятельность и последовавшие переводы трудов итальянских реформаторов обеспечили сильное итальянское влияние на эдвардианскую церковь.
В феврале или марте 1548 года Пётр появился в Оксфорде, где занял важную должность королевского профессора богословия, сменив в этом качестве предварительно уволенного Ричарда Смита. Смит не был богословом с твёрдыми убеждениями — заняв в 1536 году должность чтеца богословия в Оксфорде, он опубликовал несколько католических трактатов, при Эдуарде отрёкся от прежних взглядов, но вскоре дезавуировал своё отречение. Видимо, архиепископ не видел возможности опереться на него при осуществлении запланированных им преобразований. Оксфорд в тот период находился в состоянии активного становления — пять королевских профессур (богословия, гражданского права, медицины, иврита и греческого языка) были основаны Генрихом VIII в 1546 году. В том же году был основан колледж Крайст-черч, ставшим первым протестантским учебным заведением Англии. В его здании и поселился новый профессор. Получив жильё, Вермильи отправил Сантеренциано за женой. Несмотря на то, что женатые священники к тому времени уже появились и сам Кранмер был женат дважды, её прибытие в Оксфорд шокировало окружающих. Одним из наиболее возмущённых неподобающим для профессора богословия образом жизни был Ричард Смит. Вскоре по прибытии в Англию новый профессор с прискорбием писал Мартиру Буцеру, что в университете «католики все до единого».
Темой своих первых проповедей Вермильи избрал Первое послание к Коринфянам. В посвятительном предисловии он так обосновал свой выбор: «никакое другое произведение не даёт возможности рассмотреть множество обсуждаемых в настоящее время тем… В этом письме мы находим лекарство против всех папистских мерзостей и предрассудков, панацею от всех болезней». Действительно, третья глава послания рассматривалась как основание доктрины о Чистилище, глава 7 касалась безбрачия, а главы 10 и 11 имели большое значение для учения о евхаристии. Как правило, курсы по книгам Библии читались год, однако известно, что это послание Вермильи обсуждал и в мае 1549 года, когда начался диспут о евхаристии, и в марте 1550 года. Возможно, Зимлер ошибся на год, или же Мартир решил повторить курс.
Первое время по прибытии в Англию Вермильи удавалось воздерживаться от высказываний по спорным вопросам — настолько, что многие затруднялись определить, лютеранин он или кальвинист. Однако во второй половине 1548 года он написал небольшой трактат о евхаристии, вскоре переведённый на английский язык с посвящением герцогу Сомерсету. Вероятно, трактат должен был помочь Сомерсету в ходе парламентских дебатов, проходивших в декабре. Публичное высказывание по актуальному вопросу привлекло всеобщее внимание и оказало повлияло на дальнейшую судьбу Мартира сразу в нескольких отношениях. Католическая партия отреагировала крайне враждебно — Смит опубликовал несколько трактатов в опровержение, известный полемист Уильям Трешем выступил с клеветническими замечаниями, епископ Джон Уайт попытался высмеять учения Мартира. Кроме того, больше никто уже не называл Мартира лютеранином, и Буцеру даже пришлось защищать его от их нападок. С другой стороны, связь с реформатской партией укрепилась, что благотворно сказалось на отношениях с Буллингером. Благодаря связям последнего в Цюрихе были изданы комментарии на послание к Коринфянам.
Проповедуемое Мартиром отрицание пресуществления было воспринято членами университета крайне враждебно. Многие традиционалисты отрицательно относились уже к одному факту присутствия иностранца в своей среде, и многие из них ещё до начала лекций запретили своим студентам на них ходить. В марте 1549 года Вермильи начал излагать цвинглианское учение о том, что только истинно верующие могут питаться телом Христовым. После этого Смит начал убеждать горожан, что Вермильи насмехается над традиционными верованиями и должен обосновать свои взгляды в ходе публичного диспута. Общественное мнение к тому времени было настроено враждебно к религиозным нововведениям, и большая толпа желающих послушать дебаты пришла к месту проведения лекций в Богословской школе. Вермильи отказался прервать лекцию, и толпа начала шумно выражать своё разочарование. Руководство университета не поддержало проведение спонтанного диспута. Формальное состязание по всем схоластическим правилам должно было состояться при посредничестве короля, однако ещё до завершения согласования всех формальностей Смит был арестован, отпущен под обещание примерного поведения, а затем бежал в Шотландию. Диспут состоялся в мае 1549 года под председательством вице-канцлера университета протестанта Ричарда Кокса. В отсутствие Смита католическую точку зрения, то есть преобразование субстанции хлеба и вина в плоть и кровь Христову, защищали Уильям Трешем, Уильям Чедси и Морган Филлипс. Учитывая высокое формальное положение Вермильи, поддержку со стороны архиепископа и руководства университета, спор должен был проходить в благоприятной для флорентийца обстановке. Однако решением Кокса диспут был отложен по причине несвоевременности.
Тем не менее Вермильи опубликовал свои тезисы к несостоявшемуся диспуту, и они были благосклонно прочитаны королём. Не удивительно поэтому, что, когда магистраты Страсбурга в 1552 году попросили заслуженного оксфордского профессора вернуться в город, король и архиепископ вежливо отказали им.

#### Соратник Кранмера
Событиями, прервавшими дебаты по поводу евхаристии, были продолжавшихся уже несколько месяцев беспорядки. К лету 1549 года они достигли окрестностей Оксфорда. Кранмер использовал Вермильи, Окино и других профессоров для влияния на мятежников. Подход Вермильи состоял в обещании вечного проклятия участникам волнений. Восстание Книги Молитв заставило его покинуть Оксфорд и искать убежище в архиепископском дворце — восставшие протестовали против литургических нововведений и требовали смерти итальянца. В этот сложный период он стал для Кранмера основным помощником, хотя и вряд ли единственным, поскольку подготавливаемые Вермильи проповеди требовалось адаптировать для английских слушателей. Несмотря на сложности, в том же году был издан трактат о евхаристии. Книгу, посвящённую Кранмеру, прочитал одиннадцатилетний король и оставил на своём экземпляре собственноручные пометки. В октябре был свергнут лорд-протектор герцог Сомерсет, чьи усилия по прекращению восстания были признаны недостаточными. Кранмер смог сохранить свои позиции в конфликте с преемником Сомерсета, герцогом Нортумберлендом, и положение Вермильи не ухудшилось.
В 1549 году из Цюриха в Англию вернулся ранее изгнанный Джон Хупер, получивший назначение епископом Глостера. Хупер был протеже Генриха Буллингера, и его назначение вначале воодушевило Мартира. Однако вскоре новый епископ стал источником проблемы, когда выяснилось, что он отказывается надеть традиционные литургические облачения, необходимые для церемонии посвящения в сан, и запрещает это делать другим. В разразившемся споре об облачениях Вермильи исполнял роль посредника, уговаривая Хупера признать вопрос об облачении непринципиальным. Единства среди реформаторов не было: Хупера поддержали Буллингер и Рудольф Гвалтер из Цюриха, Ян Лаский из Польши. В конечном счёте Хуперу пришлось пойти на компромисс, хотя спор на этом и не был закончен. Когда волнения улеглись, в январе 1551 года Мартир вернулся в Оксфорд, где ещё в октябре 1570 года был назначен главным каноником в соборе Христа. Вместе с супругой он поселился в здании колледжа, за чем вновь последовали оскорбления в содержании наложницы и разбитые стёкла.
В феврале 1551 года в Кембридже умер Мартин Буцер, и, хотя они не часто встречались в последние годы, его смерть произвела тяжёлое впечатление на Вермильи. Круг общения ещё больше сузился и теперь ограничивался несколькими оксфордскими итальянцами, студентами и чтецом по риторике Джоном Джуэлом. Джуэл, ставший впоследствии епископом Солсберийским, выступал также в качестве нотариуса. Программу 1550—1552 годов Мартир построил вокруг девятой главы Послания к Римлянам. Такой выбор позволил сосредоточиться на проблеме предопределения, привлекшей внимание после публикации рассказа о трагической истории Франческо Спиеры, итальянского протестанта, умершего, как считалось, от проклятия, последовавшего за отречением от догматов кальвинизма. В 1551 году свои проповеди о предопределении опубликовал Окино; принцесса Елизавета проявила интерес к обсуждению этого предмета. В истории со Спиерой было много неясного с богословской точки зрения, но Вермильи воспользовался ей для иллюстрирования своих тезисов.
В октябре 1551 года Вермильи был назначен в комиссию, призванную произвести ревизию церковных законов и подготовке нового издания Молитвенника. Из-за осложнившейся политической обстановки и продолжавшегося конфликта Кранмера с Нортумберлендом проект не был завершён. Зимой 1553 года супруги Вермильи заболели. 15 февраля Катерина Даммартин скончалась и была погребена в Оксфорде. Умирающий Эдуард VI стремился продолжить реформу и желал, чтобы после его смерти церковные законы были опубликованы. В мае появился обновлённый Молитвенник с 42 новыми статьями. Над статьёй XVII о предопределении, видимо, работал Вермильи. Король умер 6 июля, и с восшествием на престол королевы Марии (1553—1558) религиозная политика в Англии изменилась. Вермильи был помещён под домашний арест в Оксфорде. Получив разрешение посетить Лондон, он смог навестить Кранмера. В отличие от многих других влиятельных протестантов, которые были казнены, Петру Мартиру удалось получить от Тайного совета разрешение покинуть страну. После его отъезда по приказу Реджинальда Поула останки Катерины Даммартен были эксгумированы и выброшены. В царствование Елизаветы I Катерина была перезахоронена в церкви Христа.

### Возвращение на континент

#### Страсбург (1553—1556)
В октябре 1553 года Вермильи вернулся в Страсбург в сопровождении Джона Джуэла — «вырвался из пасти льва», как он писал Кальвину 3 ноября. За время отсутствия Петра Мартира в городе укрепились позиции лютеран под предводительством Иоганна Марбаха. В изменившихся условиях соответствие позиции Вермильи относительно евхаристии сложившемуся в Страсбурге консенсусу требовало прояснения. Руководство города, ещё год назад просившее Мартира вернуться, узнав о евхаристических спорах, не было уверено в его религиозной благонадёжности. Вермильи снял жильё за свой счёт и был готов уехать в любое место, лишь бы не оставаться там, где он не нужен. Для допуска к преподаванию перед ним было поставлено два условия: подписать принятое в городе вероисповедание и обещать воздерживаться от публичного провоцирования споров об евхаристии. Соглашаясь подписать Аугсбургское исповедание, Вермильи отказывался признать заключённое в 1536 году между Буцером и Лютером Виттенбергское согласие и содержащееся в Согласии утверждение о реальном присутствии Христа в евхаристии. На таких условиях разрешение на преподавание ему было предоставлено. В гимназии Штурма Вермильи, как и ранее, выбрал в качестве предмета Книгу Судей. Кроме того ему было поручено преподавание аристотелевской этики. Этика, как и политика с экономикой, в тот период находились на периферии интересов школы, и кафедра этики пустовала с 1550 года, когда город покинул голландец Юст Вельсий. С февраля 1554 года по лето 1556 года Вермильи переводил с греческого и комментировал Никомахову этику. Своё изложение он довёл до второй главы третьей книги. Прочитанные им лекции легли в основу изданных посмертно «Комментариев к Никомаховой этике».
Ситуация, когда наложенные ограничения не позволяли Вермильи противоречить лютеранской ортодоксии и отклоняться в своём преподавании от Аугсбургского исповедания, была ему неприятна. Вскоре после назначения он писал Буллингеру: «лютеране смотрят на нас хуже, чем на папистов». Английским эмигрантам во Франкфурте Пётр Мартир советовал не крестить детей в лютеранских землях из-за значительных различий в понимании таинств. В своих проповедях он часто обращался к актуальным политическим вопросам и призывал сопротивляться тирании. Как признанный в Европе богослов, Пётр Мартир имел многочисленные предложения о работе — из Англии, где закончился краткий период католической реакции, Гейдельберга и Женевы. Напряжение возрастало и достигло апогея в первые месяцы 1556 года, когда евхаристическое учение Вермильи было публично и жёстко подвергнуто критике. В конце концов выбор был сделал в пользу профессорской кафедры в цюрихской Schola Tigurina, ставшей вакантной после смерти гебраиста Конрада Пелликана. Написанное в комплиментарных выражениях официальное приглашение пришло 1 мая 1556 года, 17 июля Вермильи прибыл в Цюрих, 20 июля предстал перед городским советом и 28 июля был представлен в школе. Перед отбытием Мартир счёл необходимым направить городскому сенату Страсбурга изложение своей богословской позиции, Confessio seu Sententia.

#### Цюрих (1556—1562)

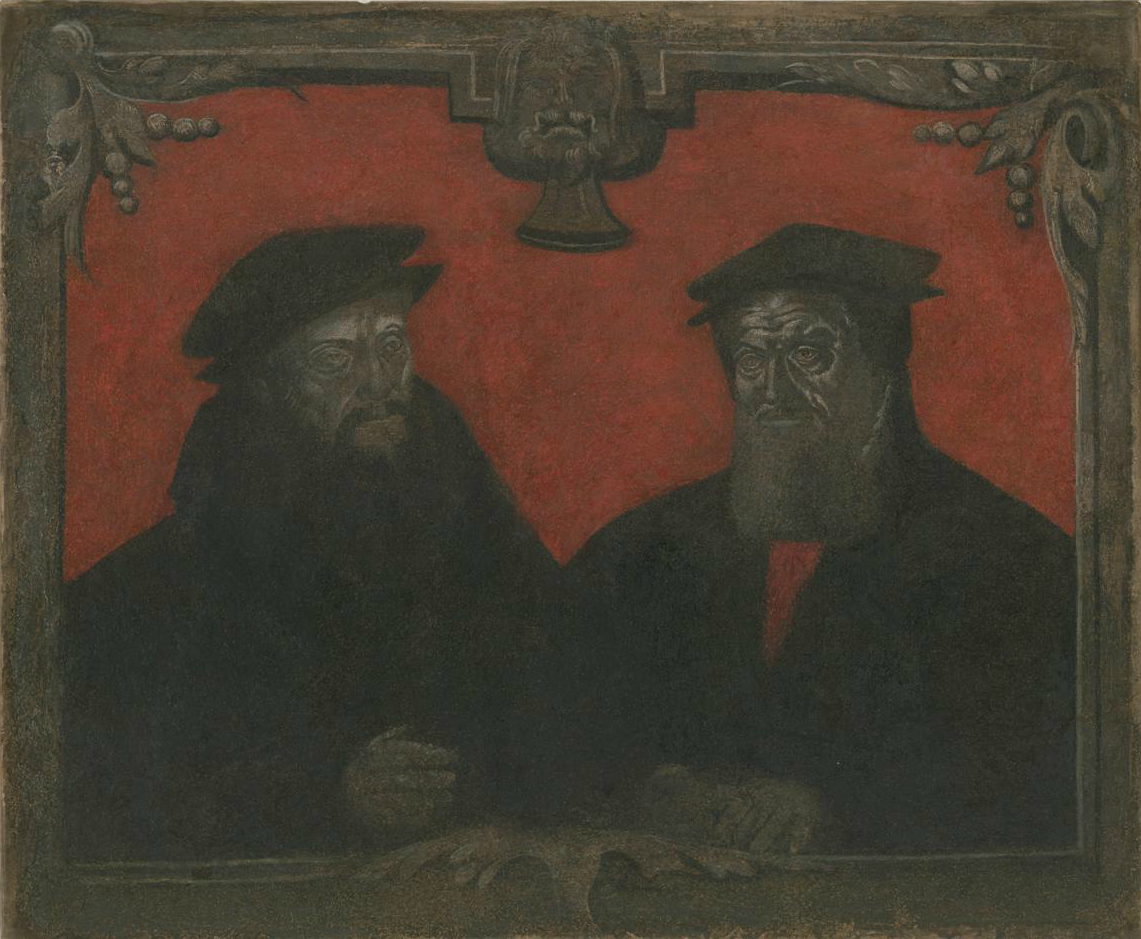
Пётр Вермильи и Теодор Библиандр. Картина работы Кристофа Фрошауэра, 1575

По своим собственным словам, в Цюрих Вермильи приехал не из любви к миру и спокойствию, но из желания достичь свободы, необходимой для защиты истины. Первое время он жил в доме у Генриха Буллингера, а 6 августа переехал в собственный дом. Несмотря на то, что город был переполнен и сенат временно приостановил предоставление гражданства, для Мартира было сделано исключение. В силу не очень хорошего состояния здоровья для Вермильи была установлена невысокая педагогическая нагрузка. Согласно контракту, он не должен был преподавать иврит. Поскольку в школе был ещё один специалист по Ветхому Завету, Теодор Библиандр, они читали лекции через неделю. В результате Вермильи смог сосредоточиться на своих исследованиях, и последний период его жизни был самым продуктивным. Отношения с коллегами в школе, прежде всего с Буллингером, и с церковью были исключительно благожелательными, многочисленные корреспонденты и друзья свидетельствовали своё признание Вермильи как одному из ведущих богословов Реформации.
Воспользовавшись образовавшимся свободным временем, Вермильи решил переработать свои более ранние труды: «Комментарий на Послание к Римлянам» (1558), «Диспуты» против Ричарда Смита относительно целибата и монашеских клятв в 1559 году. В том же году с посвящением королеве Елизавете I он опубликовал «Защиту» против епископа Винчестерского Стивена Гардинера по вопросу евхаристии. Эта работа была запланирована ещё в 1556 году, после казни Кранмера, но осуществить план удалось только в Цюрихе. «Комментарии на Книгу Судей» также были изданы в 1561 году. Значительная часть работ Мартира была издана посмертно в 1563 году Кристофом Фрошауэром. Тогда же были опубликованы комментарии к Никомаховой этике под редакцией Джулио Сантеренциано. Сантеренциано подготовил, но не опубликовал комментарии к обеим книгам Самуила; издание осуществил в следующем году Иосия Зимлер вместе с Preces sacræ ex Psalmis Davidis. В 1566 году Иоганн Вольф издал комментарии к книгам Царей. Наконец, в 1569 году Зимлер издал комментарии к книге Бытия на основе записанных им лекций.
Последние годы жизни Мартира были отмечены участием в нескольких богословских спорах. Первый начался за несколько лет до его переезда в Цюрих и был связан с критикой Жерома Болсека в адрес учения Кальвина о предопределении. Буллингер, полагая предопределение «великой тайной», не принял полностью взглядов Кальвина и не подписал от церкви Цюриха в 1551 года консенсус с церковью Женевы. Библиандр в 1553 году был объявлен противником Кальвина и сторонником учения о свободе воли в духе Эразма и в 1557 году начал проповедовать свои взгляды в школе. В это время Вермильи читал лекции по первой книге Самуила и в связи с отвержением Саула затрагивал тему предопределения. Тем временем Библиандр постепенно утрачивал рассудок, начал интересоваться у Мартира, предопределён ли он, а в декабре 1559 года вызвал на дуэль. В январе следующего года Мартир издал формальное постановление о защите учения. Месяц спустя городской совет освободил Библиандра от преподавания с сохранением жалования. Свою позицию по результатам спора Вермильи изложил в небольшом трактате, в котором обосновывал, что хотя человек и обладает некоторой свободой воли, к вопросам божественным она не применима. Основными участниками другого спора, также по поводу предопределения, были страсбургские богословы Джироламо Занчи и Иоганн Марбах. Позиция Занчи основывалась на утверждении, что состояние благодати возрождённого человека не может быть утрачено, и возможности понимания человеком наличия у себя благодати a posteriori. Занчи, желая заручиться поддержкой влиятельных богословов, посетил несколько городов. Восемь дней он гостил у Мартира в Цюрихе. По предложению Буллингера Мартир написал изложение цюрихской точки зрения на обсуждаемую тему, которое было завершено 29 декабря 1561 года. Документ, получивший название Цюрихского исповедания о предопределении, находился в согласии с учением Занчи. Ещё один спор касался христологии — богословской дисциплины, в которую Вермильи не внёс значительного вклада. Франческо Станкаро, немецкий протестант итальянского происхождения, утверждал, что Христос выступал как посредник между Богом и людьми только по своей человеческой природе, поскольку посредничество по божеству умалило бы его равенство Отцу. Станкаро обвинял в арианстве придерживавшегося противоположной точки зрения Филиппа Меланхтона, но в 1559 году на синоде в Пиньчуве был сам обвинён в несторианстве, иудаизации и мусульманстве и отлучён от церкви. По просьбе польских протестантов в мае 1560 года Вермильи и Кальвин написали опровержение Станкаро от имени своих церквей, но тот не поверил в подлинность этих посланий. В следующем году швейцарцы написали новые письма, на что Станкаро ответил памфлетом, в котором обвинил Кальвина и Буллингера в арианстве, утверждая, что «Пётр Ломбардский стоит больше, чем сотня Лютеров, две сотни Меланхтонов, три сотни Буллингеров, четыре сотни Петров Мартиров и пять сотен Кальвинов, и все они вместе, растолчённые в ступке пестиком, не дадут и унции истинного богословия». Третье письмо Мартира, адресованное ко всей польской церкви, подробно излагало реформатский взгляд на христологию, в которой обе природы Христа важны в его достоинстве как посредника.
Остаток жизни Вермильи провёл в Цюрихе. Поступавшие предложения посетить Англию он в силу возраста не мог принять. Единственная дальняя поездка состоялась осенью 1561 года, когда Мартир вместе с Теодором Беза представлял церкви Швейцарии на коллоквиуме протестантов с католиками в Пуасси. Провальный итог мероприятия и дальняя дорога отрицательно сказались на здоровье богослова, и год спустя он скончался. Последний спор, который тревожил Вермильи даже на смертном одре, в очередной раз касался природы присутствия Христа в евхаристии. В 1559 году на Штутгартском синоде Иоганн Бренц обнародовал свои убиквитарианские взгляды, а в 1561 году изложил их в специальном трактате. Фактически, это был возобновлённый спор по поводу осуждённых в V веке учений Нестория и Евтихия: лютеране обвиняли реформатов в несторианском смешении природ Христа, тогда как реформаты обвиняли лютеран в евтихианском смешении. После того, как в спор включились английские богословы, Мартир ответил «Диалогом о двойственной природе Христа» («Dialogus de utraque in Christo natura», 1561).
9 мая 1559 года Вермильи женился вторично на Катарине Меренда из Брешии. Катарина принадлежала к итальянской общине Женевы, в которой видное положение занимал давний друг Вермильи, граф Галеаццо Караччиоло; брак был заключён по его инициативе. Церемония состоялась в Цюрихе в отсутствие невесты, шаферами были Генрих Буллингер и граф Караччиоло. Приданое составило 200 крон, из которых половину Мартир передал супруге. Из троих детей, рождённых в этом браке, выжила только Мария, родившаяся после смерти отца. Катарина вышла повторно замуж за Лодовико Ронко, юриста из Локарно. Мария Вермилия прожила долгую жизнь и родила 13 детей. В 1637 году она ещё была жива, как и её 8 детей и 13 внуков.

## Вермильи в контексте богословской и философской мысли

### Предшественники и испытанное влияние

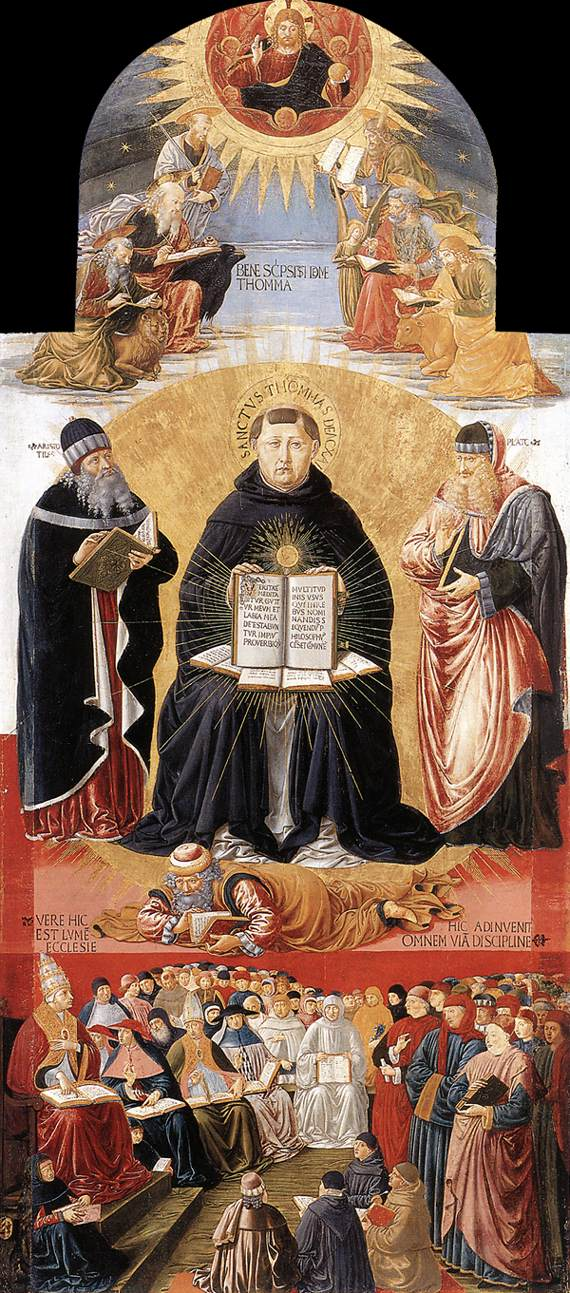
Средневековые богословы на картине Беноццо Гоццоли «Триумф святого Фомы Аквинского» (1471)

Как было сказано выше, в годы учёбы в Падуе Мартир испытал значительное влияние аристотелевской традиции. В дальнейшем адаптация философии Аристотеля определила развитие протестантской схоластики XVI—XVII веков, так же, как это произошло в католицизме в XII—XIII веках. Мартир считается одним из первых представителей реформатской схоластики, и в вопросе о степени влияния на него различных философских традиций нет единого мнения. В целом, согласно Дж. Доннелли, в своей интерпретации Аристотеля Мартир, как и другие протестантские схоласты, следовал скорее «падуанским профессорам», чем средневековым богословам. Мартир редко указывает источники своих взглядов, поэтому для выявления интеллектуальных взаимосвязей Доннелли опирается на произведённые им подсчёты числа заимствований. Структура цитирования в философских и богословских произведениях Вермильи различна, и если в первых Мартир цитирует преимущественно комментарии византийского философа Евстратия Никейского (46 раз), то во вторых предпочтение отдаётся самому Стагириту (98 раз). Согласно анализу Дж. Доннелли, его предпочтения среди трудов Стагирита распределились следующим образом: в наибольшей степени цитируются «Риторика», «Никомахова этика» и «Политика», в меньшей степени спекулятивные труды («Метафизика», «Физика» и «О душе»), и практически полностью проигнорированы естественнонаучные произведения. Более поздние исследования выявили глубокий интерес Вермильи к натуральной философии и его знакомство с трудами Аристотеля этой направленности. Необычность такого обширного цитирования особенно явно проявляется в сопоставлении с Кальвином, который на 2000 страниц своих «Наставлений» только 16 раз упомянул Аристотеля и его последователей. Довольно много у Мартира ссылок на Платона — 46 в богословских трудах и 40 в комментариях к Аристотелю; из платоников цитируется только кардинал Виссарион Никейский. Здесь Мартир также демонстрирует отличие в предпочтениях от Кальвина, упомянувшего Платона 16 раз. Дальнейшее развитие реформатского богословия пошло именно в аристотелевском направлении. Нельзя утверждать, что Мартир относился к Платону враждебно, однако в спорных моментах он отдавал предпочтение Аристотелю.
Согласно традиционным представлениям, идеология Реформации и схоластика в значительной степени противоположны. Отталкиваясь от проводимой Лютером критики использования философии, прежде всего трудов Аристотеля, в богословии, исследователи описывали наметившуюся в середине XVI века тенденцию к использованию схоластического способа рассуждения как отступление от первоначального реформатского богословия. В конце XX века приобрёл сторонников подход, согласно которому использование схоластического стиля не привело к искажению протестантской идеологии, и развитие протестантской схоластики понимается как элемент институционального развития, имеющий скорее педагогическую направленность. Более внимательное исследование взглядов Кальвина и Лютера показало, что их критика была направлена не на схоластическую методологию ведения аргументации, а касалось содержательной стороны средневекового богословия. Как отмечают многие исследователи, методологически Вермильи принадлежал к схоластической школе, что подразумевает значительную роль философских построений при исследовании богословских вопросов. В схоластике выделяют два направления — «старое», идущее от Фомы Аквинского, и «новое», основным представителем считается Уильям Оккам. Первое из них в большей степени опиралось на возможности человеческого разума, и именно с ним Мартир познакомился, обучаясь в Падуанском университете. В Падуе его учителями были томисты Гаспаре Мансуети и Альберто Паскуале. Зимлер сообщает также о каком-то августинском отшельнике, дававшем уроки Мартиру, но его имя установить не удалось. Знакомство Петра Мартира с трудами схоластов не ограничивалось только Фомой Аквинским, и Доннелли указывает несколько десятков процитированных им авторов XI—XV веков. В этом перечне закономерно лидирует схоласт XII века Пётр Ломбардский, чьи «Сентенции» в Средние века считались стандартным вводным учебником в систематическое богословие. Упоминания шотландского богослова XIII века Дунса Скота, которых Доннели насчитал 12, преимущественно враждебны. Практически полностью Мартир проигнорировал номиналистов, что также выделяет его из ряда основоположников протестантизма: хорошо известно, что богословие Лютера восходит к номинализму, а у Кальвина также и к скотизму. Средневековые комментарии к Аристотелю были, скорее всего, Мартиру хорошо известны, однако по имени он называет только Евстратия Никейского. Прочие влияния восстанавливаются исключительно гипотетически: из западноевропейских комментаторов «Никомаховой этики» Вермильи, видимо, использовал только Жака-Луи Эстребе, из комментаторов других работ Аристотеля — Аммония, Фемистия, Симпликия, Аверроэса и Альберта Великого. В целом, как и большинство его современников-богословов, он с настороженностью относился к философии, отрицая её выводы там, где они противоречили Писанию и принимая там, где они могли оказаться полезными. В таком ракурсе предпочтительность Аристотеля проистекала из меньшего числа содержащихся в его трудах «ошибок».
Современники Вермильи и историки нашего времени признают его широчайшую богословскую эрудицию и знакомство со всеми важнейшими трудами древних и новых авторов. Использование патристической литературы у протестантских богословов является самостоятельной областью исследований, и применительно к Вермильи этот вопрос специально не изучался. Согласно предварительным выводам Доннелли, самым почитаемым из Отцов Церкви автором для Вермильи был Августин, из греков — Иоанн Златоуст, Великие каппадокийцы и представители Антиохийской школы. Для Мартира их труды, при всём уважении, играли вторичную роль, и своих студентов он призывал быть прежде всего богословами, а не патрологами.
В годы учёбы Мартир познакомился с несколькими реформатски настроенными богословами: Пьетро Бембо, Реджинальдом Поулом и Маркантонио Фламинио. Степень их влияния, как и других ранних протестантов, на Вермильи сложно установить в силу общей тенденции авторов XVI века не атрибутировать цитаты из трудов своих современников. Среди незначительного числа заимствований из протестантских авторов выделяется швейцарец Ульрих Цвингли. Значительное влияние на Вермильи оказали Мартин Буцер и Филипп Мелахтон, однако сам Буцер причислял Мартира к цвинглианам. Тёплые отношения с Жаном Кальвином поддерживались исключительно заочно, и нет оснований причислять Мартира к «кальвинистам», как это делал Буллингер. Из авторов противоположного лагеря часты ссылки на Эразма, но в этом случае Вермильи, скорее, использовал удачные выражения и уточнял значения слов. Обоюдным было влияние Вермильи и Хуана де Вальдеса в неаполитанский период.
На протяжении всей жизни Мартир сохранял интерес к античным авторам. По количеству цитат и упоминаний среди них лидирует Цицерон со своими философскими работами. Римский оратор предоставил множество примеров аргументации, однако глубина его мысли оказалась, по мнению Доннелли, недостаточной для Мартира, и влияние его невелико. То же самое можно сказать и о других авторах, произведения которых итальянский богослов использовал преимущественно как источник исторических анекдотов. Так, в своих комментариях на книгу пророка Самуила для того, чтобы дать определение демонам, он суммирует взгляды Аристотеля, Платона, Авиценны, Александра Афродисийского и Плутарха, а в другом месте использует ещё больше авторов, чтобы разъяснить, что такое «сикоморовое дерево». Из раввинистических авторов Мартир чаще всего прибегал к Давиду Кимхи, ибн Эзре, Леви бен Гершому и Раши. Мартир находил труды раввинов полезными для разрешения частных вопросов и не основывал на них свои богословские построения. Из современных языков, помимо родного итальянского, Вермильи понимал французскую речь и, возможно, в той же степени владел немецким и английским.

### Методология и эпистемология
Вермильи не сформулировал свои взгляды относительно познания в виде целостной системы. Согласно Дж. Доннелли, всю совокупность человеческого знания он делил на данное в откровении и приобретаемое из опыта. Первое находится в ведении богословия, второе — философии. Философское знание делится, в свою очередь, на созерцательное (спекулятивное) и активное (практическое). Мартир не разделял представление Лютера о разуме как «блуднице дьявола» и видел в философии средство развития души. Диалектика, по его мнению, является даром Господа, неотъемлемой частью мудрости, наиполезнейшей для души, и источником великого удовольствия. Комментируя 1Кор. 1:18—31, используемый в качестве обоснования христианского антиинтеллектуализма, богослов отмечает, что знание полезно, если не рассматривать его как источник спасения и путь к божественной истине. Отрицание апостолом Павлом философии, говорит он, относится к ложной мудрости, например стоическому учению апатии, скептицизму, эпикурейскому деизму, общности имущества и жён, вечности состоящего из атомов мира и тому подобное. Целью знания, в том числе естественнонаучного, является способствование развитию христианства. Такой подход привёл Мартира к отказу от «библейского позитивизма», то есть подхода, согласно которому христианское богословие должно учить только тому, что сказано в Священном писании. В частности, полемизируя с анабаптистами он признавал, что в Библии нет явного указания на крещение детей, но не считал, что этим исчерпывается решение вопроса. На упрёки лютеранского богослова Иоганна Бренца в том, что он является «рабом Аристотеля», Мартир отвечал, что из философии он взял только то, что созвучно с учением Церкви и Отцов — он не признаёт учение Аристотеля authoris causa, но только потому, что оно истинно.
Вопрос о соотношении религиозного и философского знания Вермильи решает иначе, нежели это предлагает учение о двойственной истине аверроистов. Прежде всего, в его мировоззрении они различаются по своей направленности: целью философии является достижение счастья через человеческие усилия, тогда как богословие ведёт через веру к оправданию и восстановлению в человеке образа Бога. Но они различаются также по источнику своих доказательств: первая основывается на природе, наблюдениях и опыте, а вторая — на вере и Святом Духе и Слове Божьем, и для Мартира плоды человеческого разума подчинены откровению. Технически, суждения относительно богословских вопросов могут быть признаны аподиктическими, поскольку находят своё основание в слове Бога. Неоднократно богослов обращался к вопросу о том, какого рода знание о Боге и его законах может получить человек с помощью своего разума. Вывод, к которому он пришёл, — человек может что-то знать о Боге, но его знание несовершенно и должно быть дополнено Писанием. Обращаясь к проблеме доказательства существования Бога, Мартир утверждал, что атеизм психологически невозможен, поскольку сознание неизбежно восстаёт против такой мысли. Греческие философы, например Платон, пытались и до некоторой степени преуспели в описании божественных атрибутов, но это знание всё равно недостаточно и ведёт к проклятию. Даже знание о Боге, получаемое через веру, не может быть полным, поскольку сотворённым для восприятия доступен лишь несовершенный образ Творца. Помимо свойственных человеку ограничений, первородный грех ослабляет способность познавать Бога. Мартир часто цитировал слова апостола Павла из 1Кор. 2:14, понимая под отрицающими Дух Божий «душевными людьми» тех, кто лишён благодати и воспринимает мир исключительно рационально.
В «Комментариях к Никомаховой этике» Вермильи внёс свой вклад в один из сложнейших вопросов средневековой эпистемологии, о «первом познанном» (лат. de primо cognitо), то есть о первичности познания частного или общего. Как и вся средневековая схоластика, вопрос возник из некоторой неоднозначности высказываний Аристотеля в разных его трудах. В «Никомаховой этике» он говорит о двух видах знания, «известное нам и известное безотносительно», и предлагает начинать рассмотрение вопросов с первого (I.4). С другой стороны, в «Физике» Аристотель говорит о направлении познания в терминах общего и частного, продвигаясь «от вещей, [воспринимаемых] в общем, к их составным частям» (I). Наконец, во «Второй аналитике» он обосновывает необходимость приобретения знаний путём использования силлогизмов и индуктивных умозаключений (I.2). Отталкиваясь от аристотелевского корпуса сочинений, Фома Аквинский вводит различение между двумя порядка узнавания — ordo generationis или потенциальное знание видов, и ordo perfectionis, или актуальное знание видов, — приводя в пример людей, которые сперва отличают конкретного льва от конкретного человека. Теорию Аквината дополнил Дунс Скот, введя третий вид познания, ordo adaequationis, когда раскрывается понимание сущего. Мартир, находясь в общем контексте аристотелевской и томистской традиции, в частностях расходится со своими предшественниками. Перипатетики, по замечанию богослова, много дискутировали на эту тему, так и не придя к согласию. Мартир заявляет, что первым объектом познания является индивидуальное, что прямо противоречит Аквинату. Комментируя утверждение из «Физики» Аристотеля, что «дети первое время называют всех мужчин отцами, а женщин матерями и лишь потом различают каждого в отдельности», Мартир приписывает указанную путаницу несовершенству неразвитых чувств. Практически идентичное объяснение приводит Григорий из Римини, что даёт исследователям дополнительные основания предполагать наличие влияния.

### Отношение к патристической традиции
Целиком разделяя доктрину sola scriptura, Мартир полностью отрицал вне-библейскую традицию и церковный авторитет как источник учения. В своих трудах он полемизировал с анабаптистами и другими, которые ссылались на «внутренний Свет» вместо библейских текстов. Не менее решительно выступал он против евангелического рационализма и приветствовал сожжение антитринитария Мигеля Сервета, которого называл сыном дьявола. Отцы Церкви в этом отношении не находятся в особом положении, и Вермильи отрицает какой бы то ни было их догматический авторитет. Как все люди, они ошибались, и позиция Католической церкви, утверждавшей необходимость разъяснения тёмных мест Писания трудами Отцов, абсолютно неверна — ясные места Писания содержат достаточно информации для правильного толкования неясностей. В этом свете ценность изучения творений Отцов Церкви двояка: углубление понимание Библии и возможность вести полемику с католиками, любящими сбивать с толку простаков аргументацией из богословов древности. В наиболее полном виде концепция Вермильи выражена в его «Defensio» (1559), заложившей основу дальнейшей реформатской интерпретации патристики.
Сформулированные в «Defensio» 12 «правил» толкования Отцов не являются в строгом смысле законами или нормами, по которым следует толковать патристические тексты. Составление таких правил является непосильным трудом, пишет Вермильи, и такой цели у него не возникает «даже во сне». Вместо этого он говорит об «аннотациях» и наблюдениях, ставших результатом изучения трудов Отцов Церкви, полезных для интерпретации других богословских текстов. Правила относятся только к толкованию высказываний Отцов относительно евхаристии и призваны обосновать символический характер этого таинства; на другие предметные области Вермильи свой подход не обобщил. Так, правило XII в схоластическом духе толкует понятие пресуществления: «когда Отцы говорят, что природа (natura) хлеба изменяется, то природа тут понимается как свойство (proprietas); так у Киприана. Если же они говорят, что природа не изменяется, тогда природу надо понимать как субстанцию (substantia); так у Геласия». В обоснование этого правила Мартир ссылается на одно из писем Августина (Ep. 98), дающее ключ к патристической герменевтике. В правиле II он, основываясь на рекомендациях Августина из De doctrina christiana, указывает на необходимость учитывать контекст высказываний древних авторов. При этом, пишет он, богословы находятся в согласии между собой только тогда, когда основываются на Писании. Даже вселенские соборы отменяли решения друг друга, опираясь при поиске консенсуса не на церковное предание, а на Библию.
Не в качестве общего принципа, но всё же часто, Вермильи отдаёт предпочтение более древним Отцам. В «Defensio» он отказывает в авторитетности Иоанну Дамаскину (VIII век) как слишком «недавнему» сравнительно с Григорием Великим (VI век), и указывает на его ошибки в вопросах о почитании икон и чистилище. Соответственно, мнение Дамаскина о transelementatio не стоит внимания, хотя в другом месте Мартир считает заслуживающим внимания суждение сирийского богослова об устройстве небес. Впрочем, даже древнейшие авторы могут ошибаться в отдельных вопросах, и при решении практических вопросах следует руководствоваться примером античной женщины, которая, не найдя правды у Филиппа пьяного, обратилась к Филиппу трезвому.

## Социальные и этические взгляды

### «Общие места»

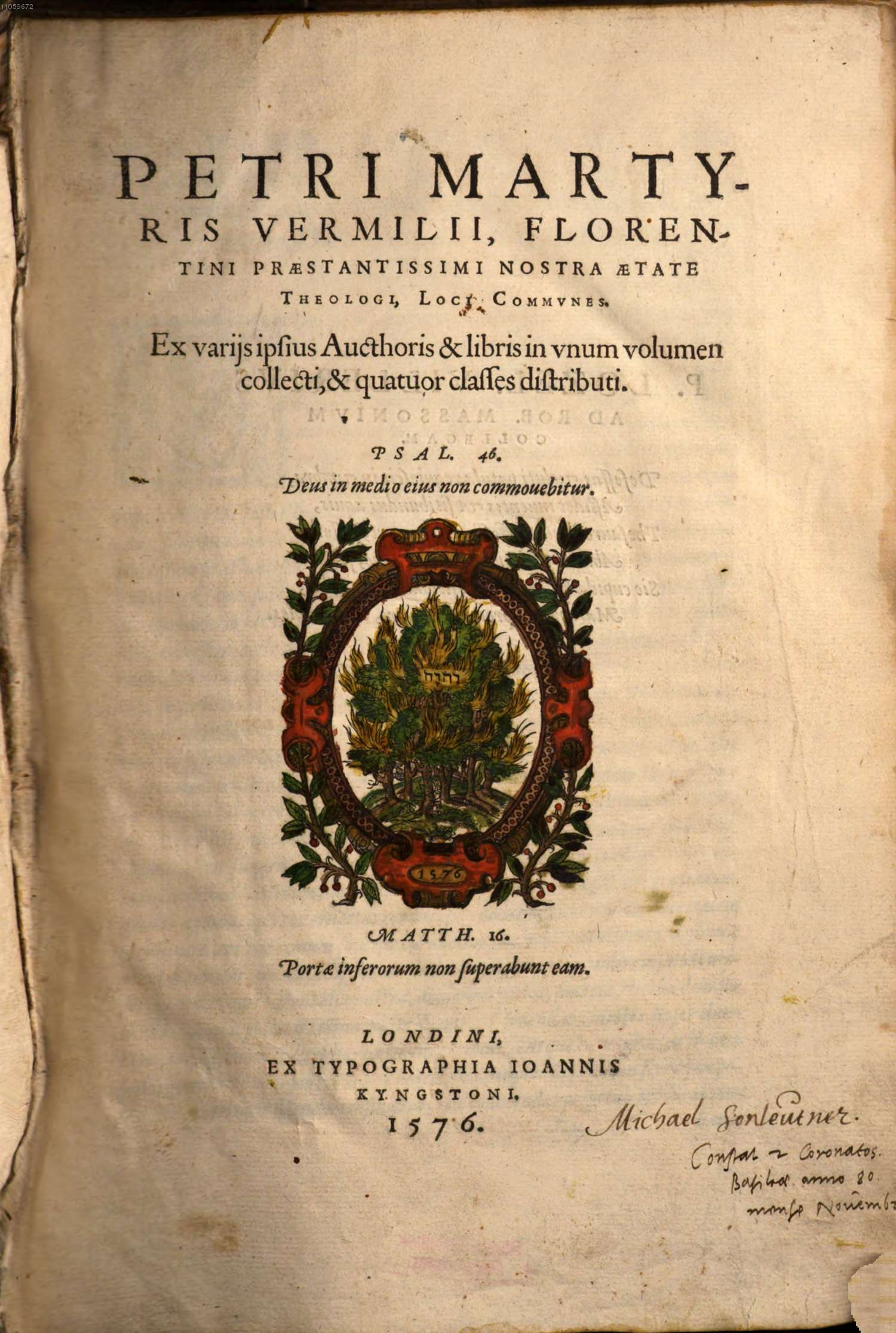
Титульный лист первого лондонского издания «Общих мест»

«Общие места» как форма подачи систематизированных сведений по темам имеют давнюю историю, а в протестантском богословии ведут начало от труда с таким названием Филиппа Меланхтона (1521). Разделение на главы, посвящённые важнейшими богословским понятиям («Бог», «Творение», «Грех», «Закон» и т. д.), должно было помочь читателю быстро получить ответ на интересующий его вопрос. Выделение тем не было фиксированным и менялось в зависимости от избранной автором или компилятором методологии. Вермильи не планировал издание книги с таким названием, но оставил обширные заметки или небольшие трактаты по различным вопросам. В 1563 году Теодор Беза выступил с предложением собрать и опубликовать их, но только в 1576 году французский гугенот Робер ле Масон осуществил этот проект (Loci communes Petri Martyris Vermilii Florentini praestantissimi nostrae aetate theologi. Ex varijs ipsius aucthoris libris in unum volumen collecti, et quatuor classes distribut), взяв за основу структуру «Наставлений» Жана Кальвина. Между 1576 и 1656 годами «Общие места» выдержали не менее 14 изданий и считаются одним из наиболее влиятельных выражений догматов ранней Реформации.
Решением Масона в «Общие места» включено несколько небольших трактатов Мартира на социальные и экономические темы, первоначально вошедшие в книги библейских комментариев. В них автор предстаёт человеком, вполне разделяющим представления своего времени. Обсуждая отношения между полами, он говорит об изначальной подчинённости женщин ещё до грехопадения по причине их созданности во вспомогательных целях. Конечно, первородный грех усилил это состояние, и муж должен направлять и контролировать жену, но не как господин раба, а с любовью и мягкостью. Мартир одобряет существующие общественные институты — не только аристократии, способствующей появлению достойных людей (хотя и не в каждом поколении), но и рабства. Хотя он и не принимает позицию Аристотеля, утверждавшего, что есть люди, природно созданные быть рабами, рабство у Вермильи связано с понятием греха и призвано врачевать человеческую слабость. Поскольку Бог создал рабство для искоренения зла, не следует пытаться изменить своё положение восстанием. В своём подробном рассуждении Мартир опирается на примеры не только из ветхозаветной и римской истории, но на отчёты из Нового Света. Ещё одной непривлекательной стороной общественной жизни для него являются ереси, древние и современные. К последним он причисляет анабаптистов и католиков, которые своим идолопоклонством даже хуже, чем еретики. Важной проблемой являются никодемиты, то есть протестанты, живущие в католических странах. Если христиане вынуждены участвовать в идолопоклонских церемониях, таких как месса, и чувствуют, что могут утратить веру, они обязаны покинуть страну. Из нехристианских меньшинств Мартира интересуют преимущественно иудеи. Они «в сердце своём наши смертельные враги», но благодаря своей особой роли в истории заслуживают некоторого уважения.
Неоднократно обращался Вермильи к теме неравенства и приобретения богатства; в «Общие места» включены соответствующие пассажи из экзегетических работ и комментариев к Аристотелю. В некоторой степени Вермильи разделял традиционное для Средневековья убеждение о духовной ценности бедности, но всё же основные его идеи ближе к реформатским: богатые благословенны перед Богом, и религиозный человек не должен думать исключительно о богатстве. Как Кальвин и Беза, Вермильи не рассматривает богатство как признак предопределения. Напротив, Бог вознаграждает и праведников, и грешников, и богатство может быть как инструментом добродетели, так и порока. Образцом первого является Авраам, использовавший богатство праведно, а второго — Соломон, явивший пример использования мирских благ для духовного разрушения.
Вопросам брака у Вермильи посвящён 600-страничный полемический трактат о целибате против Ричарда Смита, однако положительное изложение предмета содержится только в «Общих местах». Брак Вермильи определяет как «установленный Богом союз мужчины и женщины для порождения детей, устранения проституции и для оказания помощи мужчине». Значительную проблему представляло многожёнство, с одной стороны противоречащее Седьмой заповеди, а с другой неоднократно встречающееся в Ветхом Завете и поддержанное Лютером и другими реформаторами в случае ландграфа Филиппа Гессенского; Мартир приводит множество аргументов как за, так и против. Реформатское богословие существенно усложнило проблему браков между представителями разных вероисповеданий. Судя по всему, Мартира больше заботил запрет браков с католиками, чем с язычниками. Для протестантов он допускал развод и повторный брак. По поводу развода Мартир написал в 1551 году отдельный трактат, включённый в «Общие места». Как и многие богословы того времени, он считал необходимым наказывать смертью за супружескую неверность обоих партнёров.

### «Комментарии к Никомаховой этике»

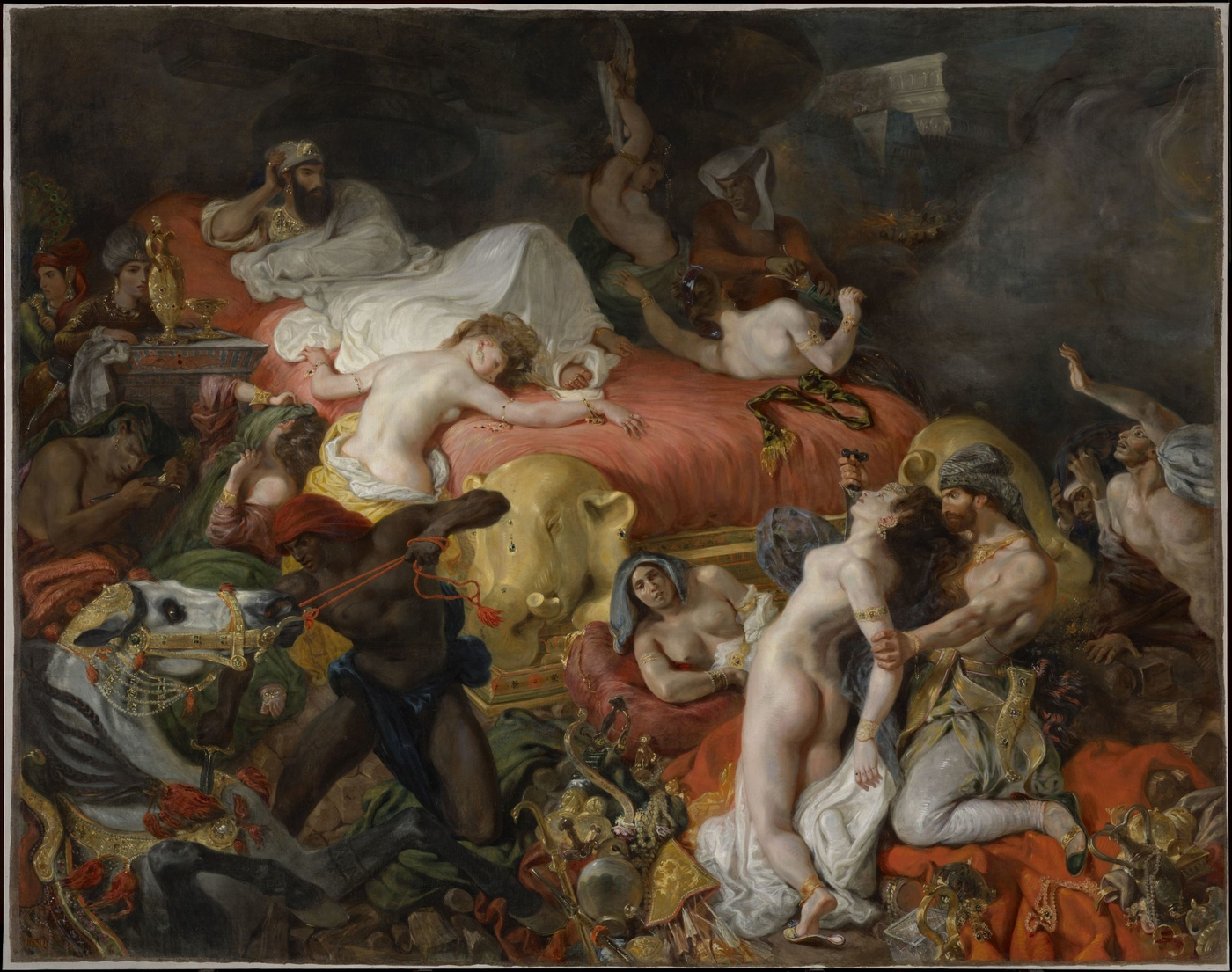
«То, что я выпил, что съел и чем удовольствовал похоть, Только лишь это при мне, — все прочие блага остались» — эпитафия Сарданапала согласно «Тускуланским беседам» Цицерона.

«Никомахова этика» Аристотеля была хорошо известна в Средние века, и к концу XV века существовало множество её латинских переводов. В дополнение к хорошо известным переводам Фомы Аквинского, Альберта Великого, Жана Буридана и Вальтера Бурлея добавились работы гуманистов Леонардо Бруни (ок. 1416), Иоанна Аргиропулу и Донато Аччайоли (1478). В XVI веке новые переводы с комментариями подготовили Якоб Фабер и Исаак де Казобон. Из протестантов первым к труду Аристотеля обратился Филипп Меланхтон (1529—1532). В целом, к моменту, когда Вермильи занял кафедру этики в Страсбурге, в обращении находилось девять новых переводов.
Поскольку ни существующие переводы, ни комментарии к труду Аристотеля не удовлетворяли Мартира, в своей лекционной программе он решил не использовать наработки предшественников. В начале «Комментариев» Мартир излагает свой трёхчастный метод герменевтики. На первом этапе происходит разбиение текста на разделы, сводимые к одной центральной идее (scopus et propositio), которую можно выразить в форме силлогизма. Демонстрация аргументации (probatio) Аристотеля помогает Вермильи провести предварительный анализ. Для дополнительной ясности здесь же происходит разъяснение этимологий, аллюзий к классическим авторам и отсылок к учениям древних философских школ. Формируя интеллектуальный контекст отрывка, Вермильи не ограничивает себя хронологическими рамками и включает в рассмотрение также и Отцов Церкви. Из античных авторов важнейшим источником является Цицерон со своими этическими трактатами «О пределах добра и зла» и «Тускуланские беседы». Опираясь на Цицерона, Вермильи даёт отсылки к учениям стоиков и эпикурейцев. Далее, на втором уровне, комментатор предметно обсуждает поднимаемый в рассматриваемом отрывке вопрос. В нескольких случаях, говоря о теории познания, грехе и т. д., Мартир совершает чрезвычайно детальные экскурсы, излагая, фактически, богословские loci. Три таких отрывка Масон включил во второе лондонское издание «Общих мест» 1583 года. На третьем уровне производится сопоставление учение Аристотеля с соответствующими местами Библии. Резюмируя обзор герменевтики Вермильи, итальянско-швейцарский теолог Лука Баскера отмечает в ней сложную смесь гуманистических и схоластических элементов.
Классифицируя философское знание, Вермильи относит этику к практической философии. В свою очередь, этика подразделяется на личную (praecepta quoad vitam unius), малых групп (oeconomica) и политику, управляющую отношениями многих лиц. Как практическая наука, мораль имеет место в конкретных обстоятельствах, в тени первородного греха Адама и смерти и воскресения Христа. Из древних философов, отмечает Мартир, учение Аристотеля в наибольшей степени соотносится с христианским — в отличие от скептиков, учивших, что нельзя с уверенностью знать, какие деяния праведны; стоиков, доказывавших, что человек рождается с природной тягой к добродетели, которая позднее может быть нарушена плохими примерами или дурным обучением; платоников, также считающих, что добродетели врождённы и их только надо выявить образованием. Мартир принимает основное положение аристотелевской этики о роли добродетели в контролировании эмоций, в избегании крайностей посредством разума. Конечный вывод Аристотеля о достижимости блаженства через приобретение добродетелей Вермильи принять не может, поскольку здесь не учитывается фундаментальная порочность человеческой природы.

## Богословские взгляды

### Учение о грехе

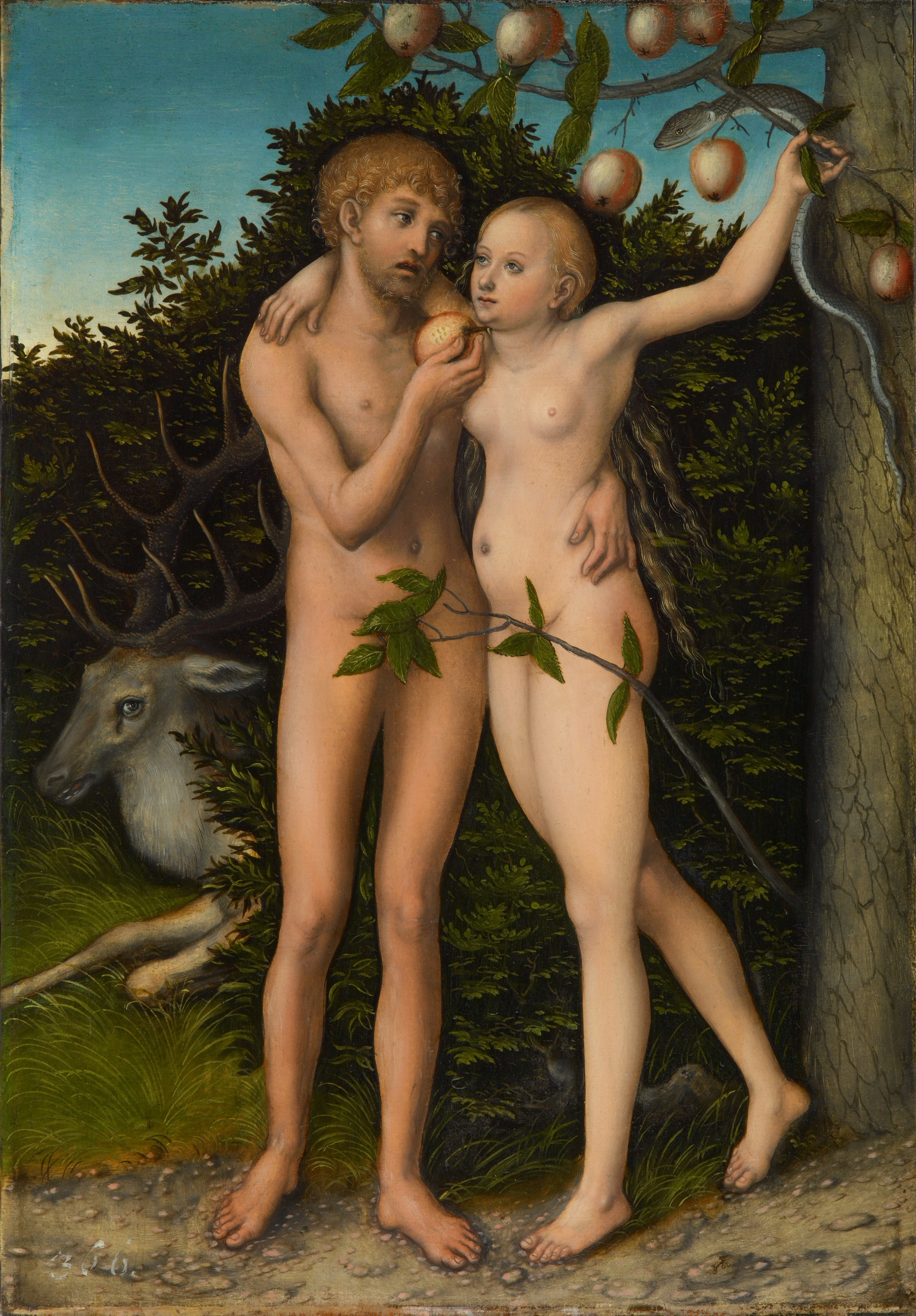
Грехопадение, Лукас Кранах Старший, ок. 1537

Вопрос о природе греха подробно рассматривается в экзегетических трудах Вермильи. В свойственной ему основательной манере он проанализировал классические определения Августина, Амвросия Медиоланского и католической церкви. Отталкиваясь от понимания греха как любого слова, действия или желания, направленного против слова Божьего, Мартир сосредотачивает своё внимание на проблеме греховности непроизвольных желаний. Католический подход, склонный не относить к греху непроизвольные желания и первые движения души, Мартир считает неверным — ведь к этой категории относится и первородный грех, несомненно бессознательный, но однозначно признаваемый Писанием как требующий искупления. Различая смертные и простительные грехи, он вкладывает в их противопоставление иной смысл, нежели католическое богословие. Для католиков смертный грех изменяет природу души, устраняя из неё присутствие благодати, тогда как в случае простительного греха такого изменения не происходит. Мартир отказывается считать грех неким аристотелевским качеством души, и поэтому любой грех для него является смертным, поскольку требует для искупления участия благодати. То, что грех приводит или не приводит к проклятию, обусловливается не тяжестью греха, а божественным милосердием. Мартир определяет простительный грех либо как предосудительное действие, в котором человек покаялся или прекратил делать, или же как незначительный проступок или желание, которым невозможно сопротивляться, и которые никогда не могут быть исключены в силу врождённой слабости человеческой природы. Например, убийство без покаяния — смертный грех, а обыденная нетерпеливость — простительный, поскольку от неё нельзя избавиться. Но убийство, если убийца в нём покаялся, также простительный грех. Мартир настаивает на том, что существование непростительных грехов означало бы, что есть грехи, которые не мог искупить Христос; впрочем, к такой категории он относит грех против Святого Духа. Дополнительно Вермильи вводит трёхчастную градацию грехов по их намеренности. В первую категорию попадает врождённая человеческая алчность, во вторую — обусловленные алчностью первые движения души, а в третью — действия, совершаемые согласно воле, и именно они и являются действительными грехами. Основную сложность представляет классификация вторых, связывающая их либо с первородным, либо с действительным грехом. Что касается причины греха, то её в строгом смысле нет — поскольку грех есть отсутствие блага, а у отсутствия не может быть причины. Вторичных же причин может быть множество, от злокозненного ума и большого аппетита до внушения дьявола.
Вермильи неоднократно обращался к проблеме первородного греха, и наиболее полно его взгляды на предмет изложены в 25-страничном трактате, включённом в комментарий на Послание к Римлянам. Прежде всего он вступает в полемику с теми, кто отрицает существование такой разновидности греха. Несомненно, он существует и передаётся среди потомков Адама, как обычно человек передаёт сыновьям своё имущество (для обоснования тесной связи тела и души Мартир цитирует Галена). Однако то же самое нельзя сказать о праведности и вере, которые являются лишь дарами Бога и не затрагивают природу человека. Первородный грех относится к особой разновидности грехов и не требует совершения осознанных действий, но даже он некоторым образом соотносится с волей — ведь он связан с волей прародителя человечества. На возражение, что грех заслуживает скорее сострадания и прощения, нежели наказания, Мартир отвечает, что это верно для обычных грехов, а в случае первородного Бог сам решает, как следует поступать. Отвергнув определения, данные первородному греху Петром Ломбардским, Августином, Ансельмом Кентерберийским и Альбертом Пигиусом, Мартир приводит собственное: он есть «порочность всей природы человека, возникшая вследствие грехопадения прародителя и переданная через поколения ко всем порождённым от него, заслуженно возлагавшая на них без малого бесконечные несчастья и вечное проклятие до тех пор, пока не была искуплена благодеянием Христа». Первородный грех, в отличие от обычного, делает человека виновным и заслуживающим наказания — наглядным доказательством того являются смертность человека, его подверженность болезням, подверженность греху и малая приверженность добродетели. Вина и наказуемость не идентичны для Мартира, ибо первая остаётся даже после устранения второго. К теме всеобщей порочности Вермильи возвращался неоднократно, обосновывая идею о том, что из всех живых существ человек является наиничтожнейшим. На всех этапах жизненного пути его существование наполнено слезами и болью, стонами и трудами. Нет у человека постоянства и мужества, и даже поддерживаемый Богом, он каждый раз колеблется и немедленно впадает в грех, лишившись благодати. Первородный грех делает человека наполовину мёртвым, он является истинной причиной всех прочих грехов, с ним любой поступок не возрождённого человека, лишённого благодати, является грехом, без каких-либо исключений. Вермильи рассматривает весь комплекс проблем, связанных с первородным грехом. Так, он обращается к классическому богословскому вопросу о способе его передачи. Пелагианское объяснение о передаче путём дурного примера он отвергает без долгого обсуждения, но на более традиционном традуционизме останавливается подробно. Предположение, что душа каким-то образом, вместе с телесными свойствами, передаётся от родителей, кажется Мартиру неправдоподобным и не находящим подтверждения в Писании. Если же каждую душу Бог создаёт отдельно, то как в неё попадает грех? Возможны два объяснения: либо Бог создаёт душу, подходящую падшей природе человека, то есть содержащую в себе первородный грех, либо же, к чему он склоняется больше, что грех приобретается в момент соединения души с телом, происходящим от Адама.
Не оставляет Вермильи без рассмотрения и важнейший вопрос о том, следует ли полагать Бога причиной греха и зла. Хотя богословы и не могут проникнуть в эту тайну до конца, ответ, с его точки зрения, безусловно, положительный — Бог позволяет существовать греху и до некоторой степени желает его. Как первопричина всего, он заставляет каждый предмет действовать по своей природе — праведные праведно, а порочные порочно. Активность Бога различна при совершении добра и зла: зло совершается косвенно, ибо Бог желает добра, но порочная природа человека обращает эти намерения во зло, тогда как добро совершается непосредственно.

### Предопределение

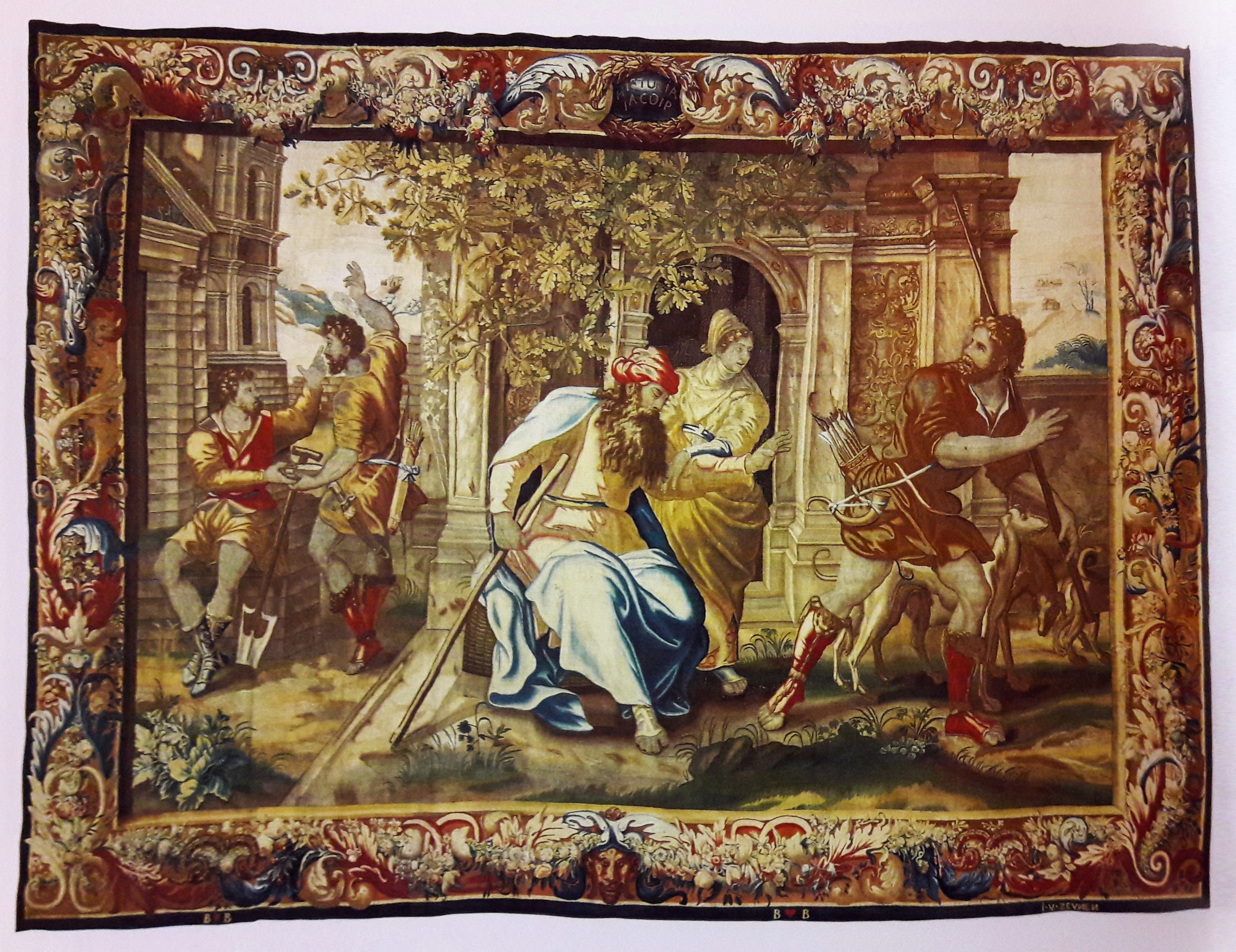
Согласно Вермильи, различие в судьбе Иакова и Исава, находившихся в одинаковых жизненных обстоятельствах, можно объяснить только предопределением.

Вопрос о предопределении относится к наиболее спорным в христианстве, затрагивая так или иначе практически все аспекты богословия. Данное понятие часто возникает в посланиях апостола Павла как синоним избрания, в смысловом отношении близкий ветхозаветным концепциям избранности народа Израиля и божественного предпочтения Иакова Исаву. Выделяют три основных подхода к пониманию предопределения. Согласно первому, предопределение как к спасению, так и к проклятию (репробация) условно и зависит от предвидимых Богом заслуг человека; против такого подхода возражал в V веке Августин. Согласно другому подходу, который можно назвать полуавгустинским, предопределение к спасению безусловно, тогда как репробация условна и зависит от предвидимого отказа от веры в Христа. Как вариант второго подхода вопрос о репробации может рассматриваться как находящийся вне человеческого понимания. Наконец, третий подход предполагает разнообразные градации двойного предопределения, когда за Богом признаётся полный суверенитет относительно предназначения к спасению или проклятию. Учение о двойном предопределении охватывает широкий спектр мнений как в католичестве, так и в протестантизме. Относительно того, к какой части спектра принадлежал Мартир, высказываются противоположные мнения. Согласно канадскому теологу Джозефу Маклелланду, Мартир связывает предопределение исключительно с избранием к спасению, поскольку первым и главным результатом предопределения является смерть Иисуса Христа, являющаяся даром Бога избранным. Напротив, Дж. Доннелли подчёркивает, что Мартир, как и Кальвин, был убеждён в предопределённости грешников к проклятию. С ним согласен американский теолог Ричард Мюллер, хотя он и называет учение Мартира не столь суровым, как у Кальвина. Доннелли обращает внимание на ещё одно отличие учений Вермильи и Кальвина: у последнего оно приняло свою законченную форму в результате ожесточённой полемики, в то время как Мартир опирался только на свои убеждения.
Долгое время считалось, что учение о предопределении занимает центральное место в кальвинизме в целом, однако со второй половины XX века сложился консенсус, что для Жана Кальвина оно не имело такого большого значения, как для его последователей, в частности реформатских схоластов. К концу столетия нередкими стали утверждения, что предопределение не составляло основу богословской системы и для Вермильи. Тем не менее, он неоднократно обращался к данному разделу богословия и внёс значительный вклад в его развитие. Источниками для Вермильи служили прежде всего послания апостола Павла и антипелагианская полемика Августина. Прочие источники установить сложнее. Из современников, вероятно, использовались труды Пигиуса и Эразма, но только как предмет критики, а из более ранних богословов — Григорий из Римини, продолжавший линию Августина. Оценки степени оригинальности богословие Вермильи в части учения о предопределении в литературе существенно различаются. Диапазон оценок влияния Фомы Аквинского простирается от «значительного» до полного плагиата.
Считается, что в Страсбург Мартир прибыл с уже сложившимися взглядами на предопределение, однако следов их выражения не сохранилось. Первое и самое значительное выражение его предестинационных взглядов относят к прочитанным в 1550—1552 годах в Оксфорде лекциях на Послание к Римлянам. Под названием De Praedestinatione как отдельный небольшой трактат (локус) изложение доктрины о предопределении вошло в «Общие места». Поскольку свои рассуждения Мартир адресует студентам, он начинает их с обоснования уместности дискуссии на эту тему. По его мнению, отрицание учения о предопределении приводит к отрицанию божественного предвидения. Ещё более важно то, что предопределение делает невозможным достижение человеком прославления собственными силами, и без этого понятия невозможно удовлетворительно опровергнуть пелагианское превознесение человеческих заслуг и обосновать заслуженность оправдания. Для Мартира именно в нём достигают кульминации основные постулаты протестантского вероучения — Sola fide и Soli Deo gloria. Принятие предопределения не ведёт к отчаянию, а напротив, учит христиан полагаться не на свои слабые силы, а на нерушимые заветы Бога. Прежде чем перейти к выявлению сути предопределения, богослов считает необходимым заметить, что идея предопределения является подходящей для проповедования и изучения. Последнее означает, что это «логический вопрос», могущий быть предметом схоластической дискуссии.
Предопределение отличается от предвидения тем, что подразумевает не только божественную волю, но и интеллект. Направляя людей к сверхъестественной цели, отличается оно и от провидения, направляющего вещи к их естественным предназначениям. В результате Мартир приходит к следующему определению предопределения: «наимудрейшее решение Бога, которым он предвечно и непоколебимо призвал тех, кого он возлюбил во Христе, к усыновлению, оправданию верой и, наконец, к славе через благие дела — решение, которым они сделались подобными образу сына Божьего так, что в них может быть признаны слава и милость создателя». Однако полное понимание предопределения требует выявления его противоположности, предопределения к проклятию. В отличие от предопределения, подразумевающего как цель, так и средство, репробация относится только в средству, то есть греху. Бог не является непосредственной причиной греха, поскольку достаточная причина содержится в самом человеке, но использует грех как наказание за более ранний грех. Бог также может лишить человека благодати и тем самым ввергнуть его в грех. Определение, которое Мартир даёт репробации, является практически зеркальным отражением предыдущего; в нём так же говорится о предвечно принятом решении. В этом нет ничего несправедливого — «изделие скажет ли сделавшему его: „зачем ты меня так сделал?“» (Рим. 9:20). Равным образом нельзя здесь ссылаться, как Эразм, на справедливость, по которой должны спастись все, кроме тех, о ком Бог предвидит, что они будут действовать порочно, поскольку о какой справедливости можно говорить, если все люди грешники? В терминах более поздних споров последовательности Божьих установлений Вермильи, видимо, принадлежал к инфралапсарианам, поскольку предопределение у него основано на базовом предположении о человеческой греховности.
Поскольку оба решения, о спасении и о проклятии, приняты до вечности, они никак не связаны ни с заслугами, ни с грехами. Грехи, однако, являются причиной проклятия, которое наступает в конце времён. В конечном счёте, репробация нужна для демонстрации справедливости Бога через посредство греха и проклятия. Как и всё прочее, причина предопределения находится в воле Бога, и изучение Библии может помочь установить его материальную причину. В целом понятно, что это сам человек, а более точные выводы следует делать с осторожностью. Католическое представление об основании решения Бога в предвидимых заслугах совершенно точно ложно, а мнение Амвросия, Златоуста и Августина сомнительно, поскольку дела и вера находятся во времени, а не в вечности. Наконец, причина должна быть более превосходной (лат. praestantior), чем её следствие, и нельзя найти такой причины у человека. Мартир считает мысль о том, что спасение не зависит от человека, чрезвычайно комфортной, поскольку, если было бы иначе, дело бы зависело от случайности и непостоянства.

### Евхаристия
Основная статья: Евхаристия в реформатском богословии
Не менее важное место, чем учение о предопределение, в протестантском богословии занимает учение об евхаристии. Консенсус протестантских деноминаций состоит в том, что она не является жертвоприношением, то есть тем, что Церковь предлагает Богу — напротив, это дар Бога Церкви. Также реформаторы согласились с тем, что нет никакого пресуществления элементов причастия (хлеба и вина) в плоть и кровь Христа. Но евхаристия — это не простое мероприятие в память о прошлом событии, это и есть событие, в котором Христос участвует либо посредством Святого Духа, как это принято в реформатской традиции, либо реально, согласно догматам лютеранства. Все протестанты признают важность веры, но отдельные моменты относительно роли веры и неверия понимаются различно. Для Мартира, как и для Кальвина, Христос является Церкви в евхаристии, но только вера способна принять его. Наконец, учение о евхаристии дополняет понимание Слова Божьего, делая его verbum visibile, видимым, ещё одним способом получения благодати. Расхождения среди протестантов по поводу евхаристии восходят к Марбургскому диспуту 1529 года между Лютером и Цвингли по поводу реального присутствия Христа в евхаристии, в котором стороны не смогли договориться о возможности метафорического толкования некоторых утверждений Нового Завета и фразы из Апостольского Символа веры «…и восседает одесную Бога Отца Всемогущего». Последнее для Цвингли, и вслед за ним Кальвина и Вермильи, означало, что если Христос находится по правую руку вездесущего Бога, то и сам он не связан ограничениями времени и пространства, налагаемыми человеческой природой. Это не значит, что Христос присутствует в хлебе причастия только по своей божественной природе, но присутствие субстанции, которой он претерпел распятие, понимается в смысле её действенной сути, virtus, относящейся к влиянию на дело спасения. В том же 1529 году Страсбург отменил католическую мессу «до тех пор, пока не будет доказано, что это благочестивая форма богослужения». К моменту прибытия Вермильи положительная формулировка нового учения ещё не была определена, однако, по мнению ряда исследователей, учение Мартира, так же как и Кальвина, о евхаристии восходит к взглядам страсбургских богословов Мартина Буцера и Генриха Буллингера.
Опасаясь обострения межпротестантских противоречий, Мартир в первые годы эмиграции явно сформулировал свою точку зрения только в её антикатолической направленности, избегая дискуссионных аспектов. В своём трактате о евхаристии 1548 года Мартир впервые высказался с определённостью, до сих пор ему не свойственной. Весьма содержательно он рассматривает основные точки зрения и историческое развитие учения, наиболее подробно останавливаясь на пресуществлении. Говоря о современных ему спорах, Вермильи приходит к выводу, что взгляды Лютера и Цвингли не образуют тех крайностей, которые им приписывают, а именно реалистического и символического понимания таинства. Против реалистического подхода он аргументирует в нескольких направлениях: это ничего не добавляет к пониманию таинства, разрушает единство таинств в разных диспенсациях и ведёт к ложной проблеме manducatio impiorum, то есть «поедания нечистыми» и т. д.. Для разъяснения реформатского подхода к объяснению того, почему неверующий или животное не может есть плоть христову в евхаристическом хлебе, Мартир предложил собственное толкование через доктрину о «двояком рте», duplex os. Артикулируя различие между знаком (в данном случае таинством, sacramentum) и означаемым (res sacramenti), Мартир говорит, что знаком в таинстве евхаристии являются хлеб и вино, а означаемым — плоть и кровь Христа. Физический рот может употребить в пищу первое, но не второе. Чтобы «есть» плоть и кровь, нужен рот другого рода, то есть вера. Когда говорят, что res sacramenti есть тело Христово, это не фигура речи, а то самое тело, которое воскресло после распятия. Объединение субстанций в элементах евхаристии происходит не телесно, а сакраментально.

## Историография и память
См. также Библиография Петра Мартира Вермильи

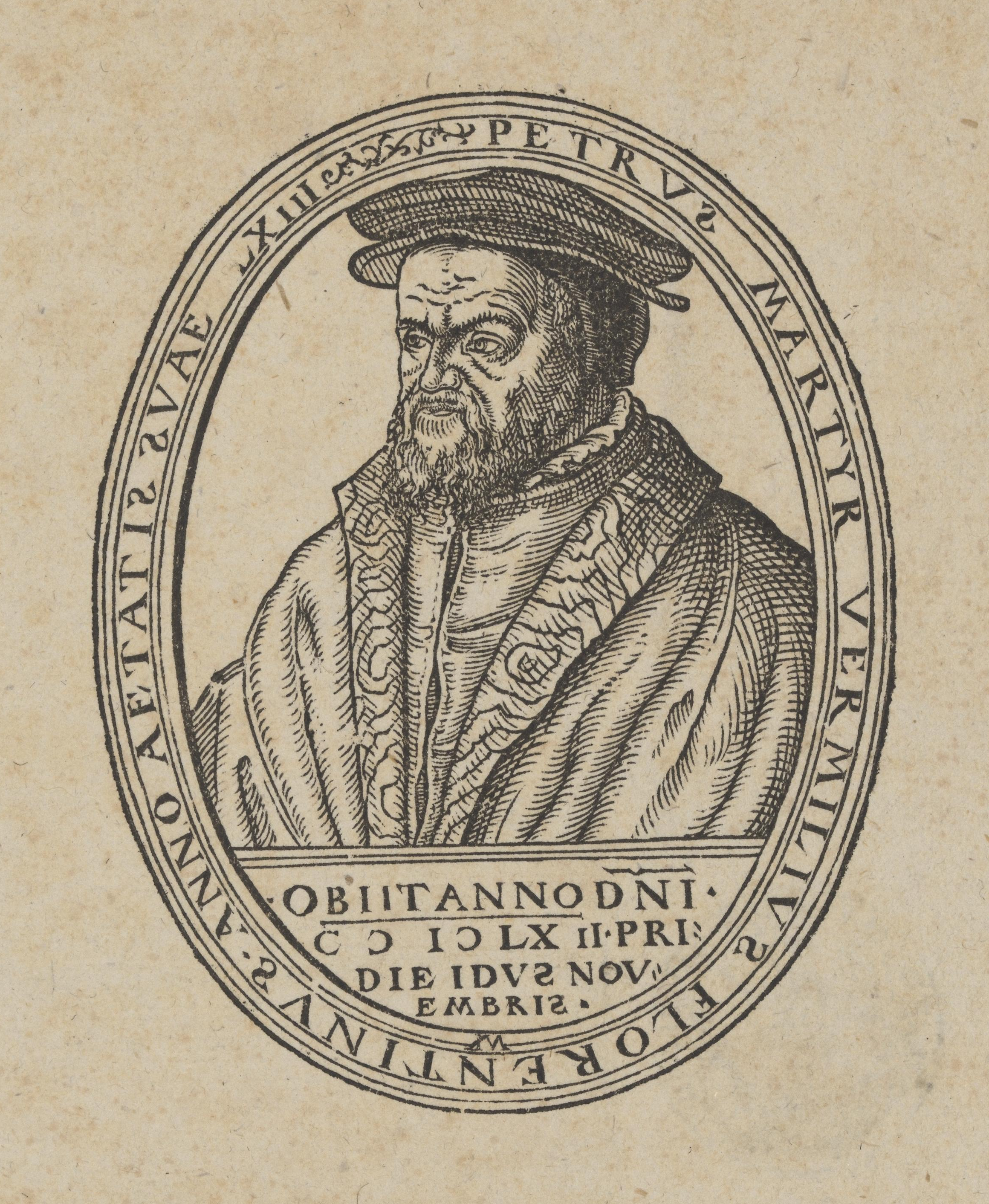
Гравюра с портретом Петра Вермильи работы Мурер, Йос, фронтиспис первого издания поминальной речи Иосии Зимлера, 1563

В 1562 году, в год смерти Вермильи, была отчеканена памятная серебряная медаль. По предложению Теодора Безы, в 1566 году библиотека Вермильи была выкуплена Женевской академией. Значение Вермильи как одного из крупнейших богословов Реформации никогда не оспаривалось, хотя его и не причисляли к числу мыслителей первостепенного значения. В начальный период царствования Елизаветы I в Англии, когда окончательный выбор между лютеранством и кальвинизмом ещё не был сделан, его возвращение рассматривалось как возможность усилить реформатскую сторону. В 1580-х годах, когда церковь Англии вернулась к идеям эпохи Кранмера, труды Вермильи, прежде всего его «Общие места», стали «богословскими бестселлерами». К середине XVII века они вышли из моды. В Шотландии в силу ряда причин (связь Вермильи с Англией, непопулярность аристотелизма и т. д.) забвение наступило ещё раньше. Политические взгляды Вермильи, хотя он и писал о допустимости восстания против тиранов, оказались недостаточно радикальными и не были востребованы в ходе Английской Революции; Джон Мильтон в своей апологии цареубийства лишь вскользь ссылается на него.
Число посвящённых Мартиру современных исследований относительно невелико — Дж. Доннелли связывает это обстоятельство с тем, что Вермильи остался, несмотря на перипетии своей судьбы, прежде всего деятелем итальянского протестантизма, в рамках которого не сложилось сильной церковной традиции, способной сохранить о нём память. Первую биографию Петра Мартира написал в 1563 году швейцарец Иосия Зимлер (Oratio de vita et obitu clarissimi viri et praestantissimi theologi D. Petri Martyris Vermilii divinarum literarum professoris in schola Tigurina). Зимлер был студентом Вермильи в Оксфорде, а затем его преемником в Цюрихе. Благодаря многолетнему личному общению, собранным свидетельствам друзей (прежде всего, Джулио Сантеренциано), изучению трудов и переписки Вермильи биография Зимлера чрезвычайно точна, хотя и написана в агиографическом ключе. Хорошо документирован английский период жизни Мартира: в распоряжении исследователей имеется несколько эпистолярных сборников, в том числе более 50 писем самого Вермильи, разнообразные официальные и полуофициальные документы, а также обширные документы за авторством его противников — Гардинера, Смита и других. Сохранились воспоминания людей, принадлежавших к кругу ближайших друзей Мартира, посещавших его на квартире в Крайст-черч. Благодаря профессору иврита Томасу Хардингу известно, что общение на этих собраниях велось на итальянском языке.
Теодор Беза, хотя и был лично знаком с Вермильи, в своём биографическом очерке (Icones, 1580) опирался прежде всего на труд Зимлера. Первую научную биографию подготовил в 1858 году Карл Шмидт. До середины XX века о Вермильи не появлялось ничего, за исключением кратких упоминаний в монографиях о более знаменитых современниках, кратких заметок и только одной крупной статьи Бенжамина Пайста в трёх частях о его участии в коллоквиуме в Пуасси (Peter Martyr and the Colloquy of Poissy, 1922). Возрождение научного интереса к Вермильи отсчитывают от диссертации канадского богослова Мариано Ди Ганги (1949), за которой последовали три значительные монографии: Джозефа Маклелланда о богословии таинств Мартира (1957), Филипа Макнейра о его жизни в Италии (1967) и Клауса Штурма о его богословии в первый страсбургский период (1971). В 1970-е годы появилось несколько докторских диссертаций и статей, после чего последовал спад интереса в 1980-е. В 1990-е годы количество посвящённых Вермильи статей и монографий вновь увеличилось, вклюая выход новой популярной монографии Ди Ганги (1993). В связи с вермилианскими исследованиями издаётся нерегулярная газета, проводятся научные конференции. В рамках стартовавшего в октябре 1994 года проекта «Peter Martyr Library» к 2019 году издано 9 томов произведений Вермильи и дополнительный том с библиографическим указателем из 12 запланированных.
Среди относящихся к Вермильи проблем наиболее продолжительную дискуссию вызвал вопрос о степени влияния на него, а через него на последующую реформатскую схоластику, Фомы Аквинского. В рамках этого дискурса Вермильи признаётся первым или, вместе с Теодором Беза и Джироламо Занчи, одним из первых протестантских схоластов. Предметом многих работ является роль итальянского аристотелизма, и Вермильи как его видного представителя, в развитии ранней протестантской схоластики. Первоначально тезис был выдвинут Брайаном Армстронгом (Brian D. Armstrong). В работах Джона Доннелли была сформулирована концепция, получившая наибольшее распространение: Занчи был наиболее цитируемым и влиятельным из ранних кальвинистских схоластов, Беза самым известным и плодовитым, а Вермильи из них был первым и источником вдохновения для остальных. Особняком стоит мнение Марвина Андерсона (2006), который отмечал прежде всего гуманистический характер трудов Вермильи и их анти-схоластическую направленность. Согласно компромиссной позиции Джозефа Маклелланда (Joseph C. McLelland), Вермильи принадлежал как к гуманизму, так и к схоластике. Маклелланд доказывает, что «популярный аристотелизм» Вермильи не противоречит, но дополняет учение Кальвина.